# Österreichische Küche

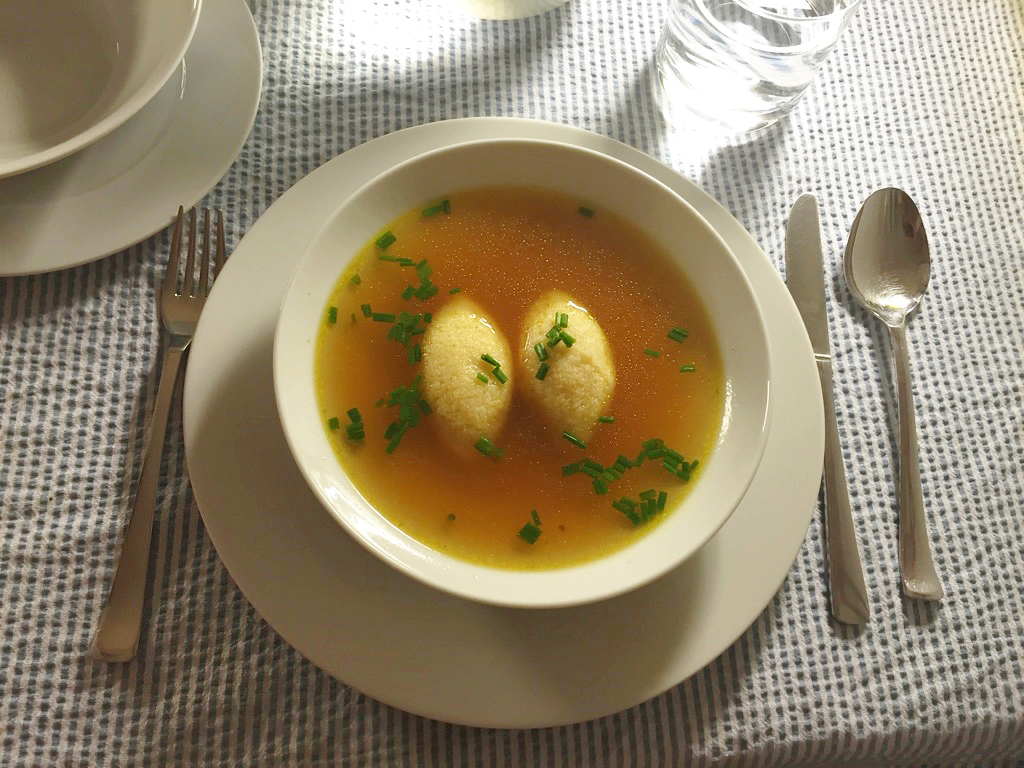
Klassische Grießnockerlsuppe

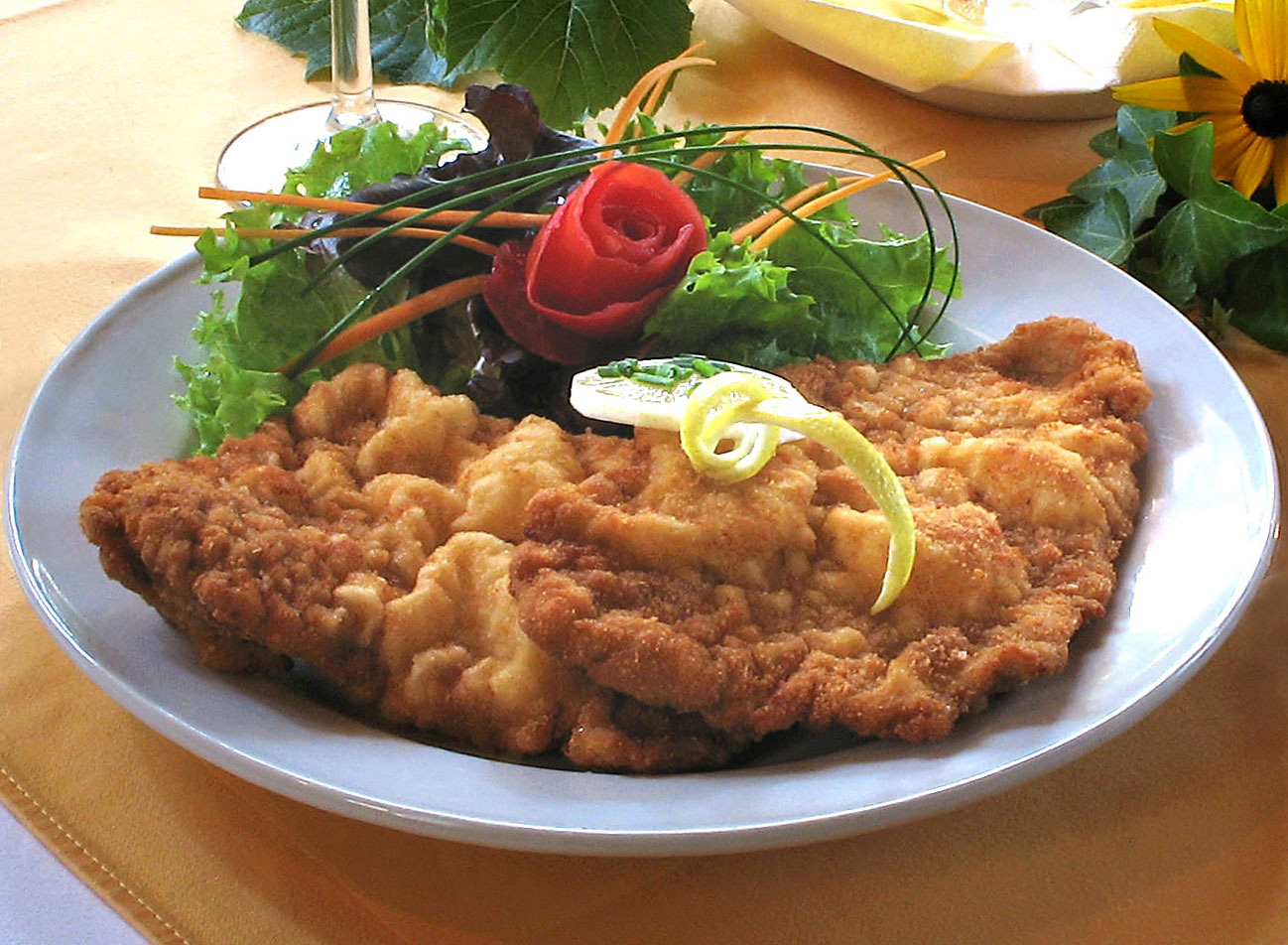
Wiener Schnitzel

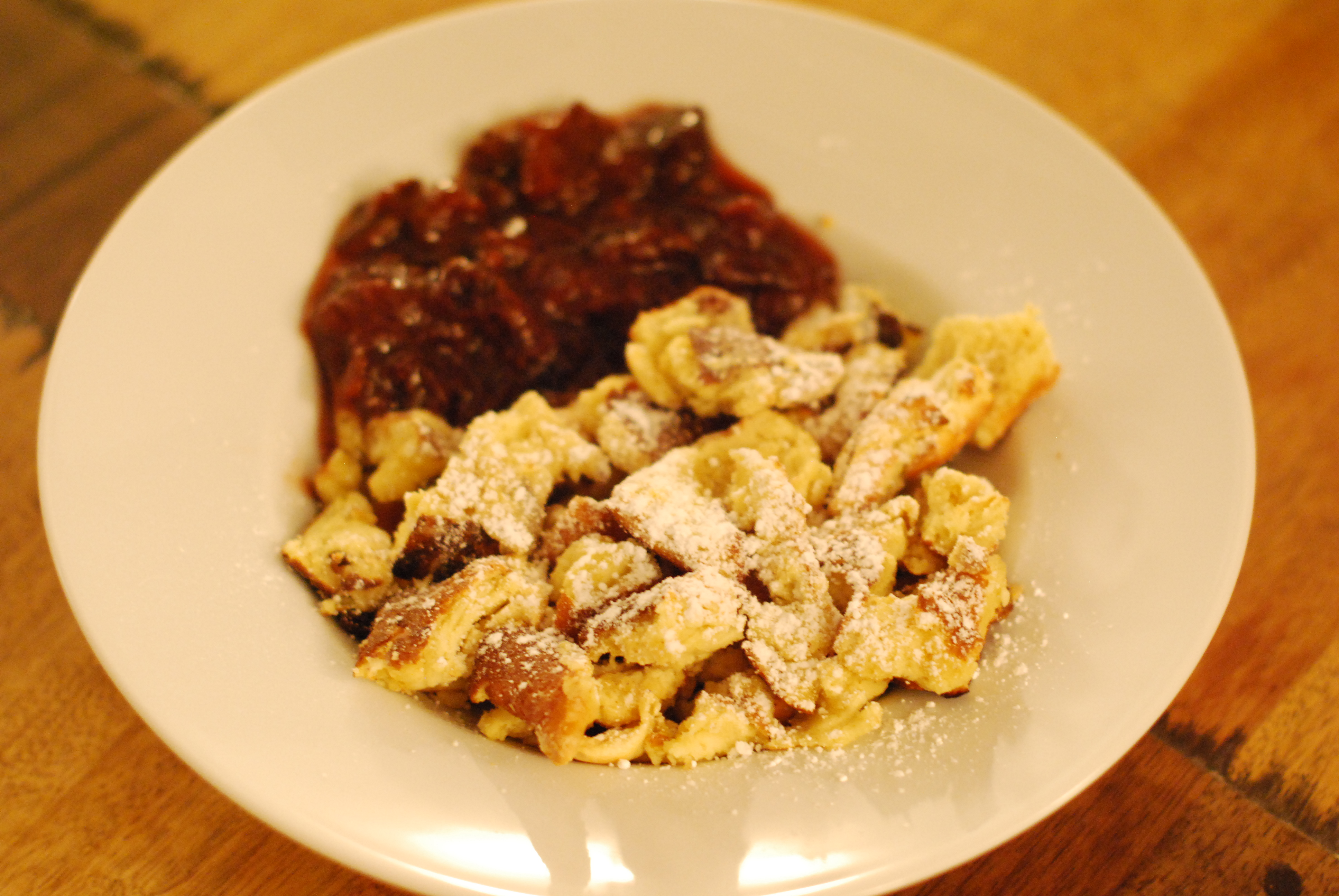
Kaiserschmarrn mit Zwetschkenröster

Die österreichische Küche bietet viele regionale Ausprägungen. Neben der Wiener Küche, welche überwiegend in der Kochtradition der k. u. k. Monarchie Österreich-Ungarn steht, bestehen eigenständige regionale Traditionen in allen Bundesländern. Dort findet man häufig verschiedene Pfannengerichte, Knödelvariationen, dicke Suppen und Eintöpfe auf den Tischen.
Die österreichische Küche hat Einflüsse aus allen Regionen der ehemaligen Habsburgermonarchie, insbesondere aus Ungarn, Böhmen und Norditalien sowie vom Balkan, aber auch äußere Einflüsse wie beispielsweise der französischen Küche. Klare Trennungen zu den Küchen der Nachbarländer, welche über Jahrhunderte hinweg im Habsburgerreich eine politische Einheit bildeten sind selten möglich.
Gerichte und Zubereitungsarten wurden oft übernommen, integriert, angepasst oder miteinander vermischt. Als Beispiel sei hier das Gulasch genannt. International bekannt ist die österreichische Küche vor allem für ihre Mehlspeisen wie Kaiserschmarrn oder Apfelstrudel sowie für Tafelspitz und Wiener Schnitzel sowie Zigeunerschnitzel.

## Regionale Küchen

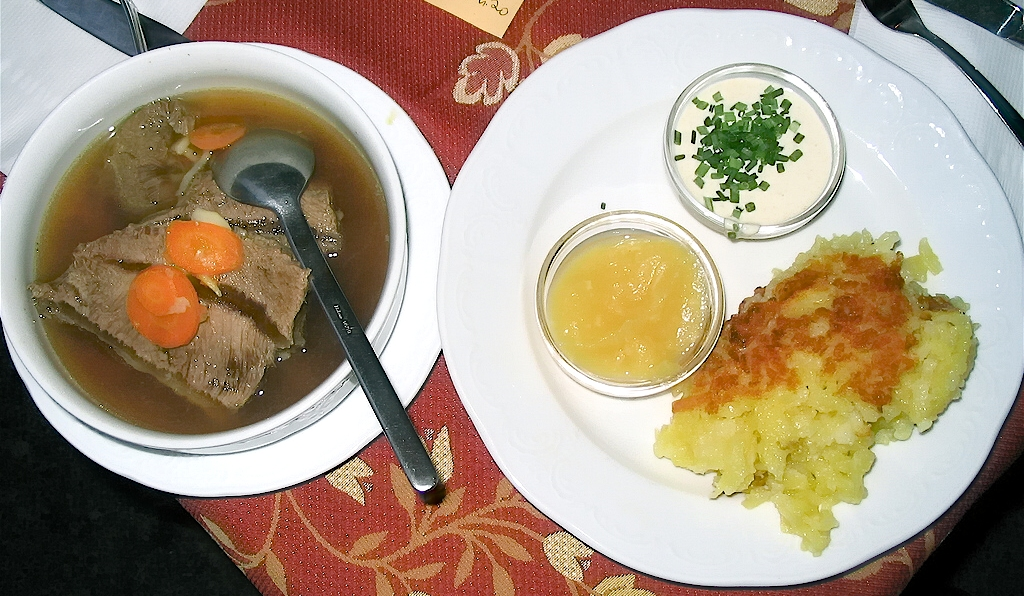
Tafelspitz im Kochsud, mit Apfelkren, Sauce auf Sauerrahmbasis und Kartoffelschmarrn

### Wien
Entgegen der Küche in den Bundesländern, die auf sehr viele bodenständige Rezepte und Lebensmittel zurückgreift, wurde die Wiener Küche stark durch die verschiedenartigen Küchen der Kronländer geprägt.

### Niederösterreich
In Niederösterreich werden Spezialitäten, wie Waldviertler Mohn (Mohnnudeln), Marchfelder Spargel und Wachauer Marillen angebaut, die ihren Niederschlag in der Küche gefunden haben, wie z. B. Mohnnudeln. Wildgerichte sind recht verbreitet.

Gerade Niederösterreich zeichnet sich aufgrund landschaftlicher Unterschiede und Größe durch unterschiedliche Regionalküchen aus, wobei – bedingt durch die geografische Nähe und die gemeinsame Geschichte – sich viele „Wiener Gerichte“ in den Wirtshäusern finden lassen und die Wiener Kaffeehauskultur wie im Rest des Landes ähnlich präsent ist. Daher ist eine direkte Trennung nicht immer möglich. Dies trifft vor allem auf das Gebiet des Wiener Beckens zu.
Die Heurigenkultur ist in weiten Teilen integraler Bestandteil der Ess- und Trinkkultur. Waldviertler Spezialitäten sind die Saumaise, Mohnzelten und Waldviertler Erdäpfelknödel sowie der zu Weihnachten sehr beliebte Waldviertler Karpfen. Im Herbst wird gerne Sturm getrunken. Die Wachau und die Thermenregion werden für ihren Weinbau international geschätzt, erstere ist auch für Marillenknödel bekannt.

### Burgenland
Durch die lange Zugehörigkeit zum ungarischen Teil des Kaiserreichs Österreich-Ungarn ist die Küche des heutigen Burgenlandes von der Ungarischen Küche beeinflusst. Die Bewohner im Land am Neusiedler See haben von alters her eine besondere Vorliebe für Suppe in diversen Variationen. Die Vorfahren der heutigen Burgenländer wurden deshalb von deren Nachbarn spöttisch „Suppenschwaben“ genannt. Traditionelle Gerichte der Burgenländischen Küche sind etwa Bohnensterz, Gulasch- und Strudelvarietäten, diverse „Zuspeisen“ aus Gemüse oder Letscho. Rund um den Neusiedler See spielen Fischgerichte eine besondere Rolle. Zum Festtag des heiligen Martin am 11. November wird gerne eine Martinigans zubereitet und auch landesweit in der Gastronomie angeboten. Grammelpogatscherl werden als beliebtes Backwerk zum Wein gereicht. Ehedem von ärmeren Schichten häufig konsumierte Gerichte, wie das „Mülifoafal“, eine Farferlsuppe auf Milchbasis mit Mehlnockerln, das laut Franz Maier-Bruck von alters her als eine Art Nationalspeise der Burgenländer („Heanzen“) galt, verschwanden in den Jahrzehnten nach dem Zweiten Weltkrieg mit dem zunehmenden Wohlstand nahezu vollständig vom Speiseplan der Burgenländer.

### Steiermark

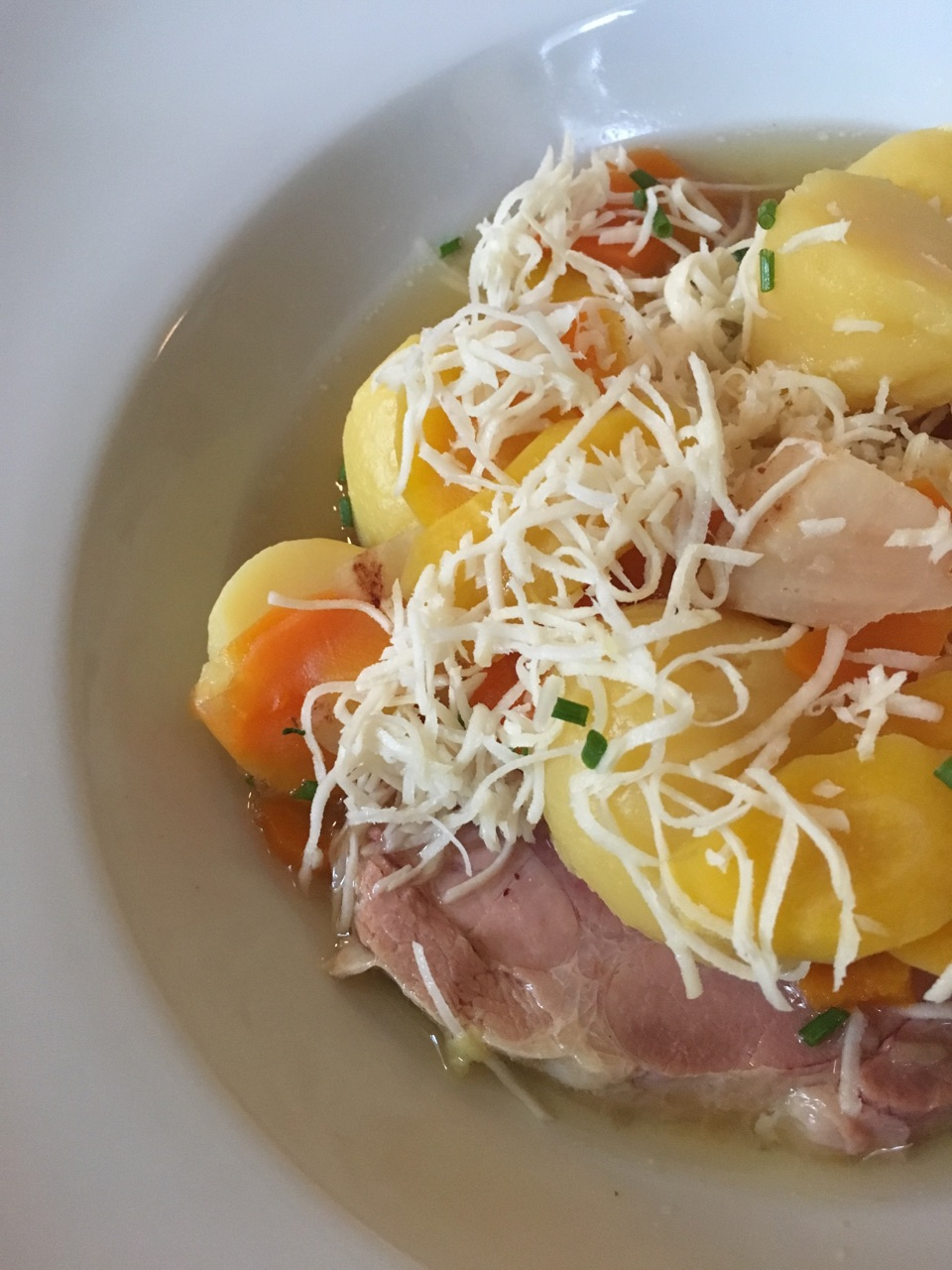
Steirisches Wurzelfleisch

Eine typisch steirische Spezialität ist das Kürbiskernöl, das sich durch seinen nussigen Geschmack besonders für Salate eignet, wie zum Beispiel für Erdäpfelsalat, den steirischen Käferbohnensalat, für einen Backhendl- oder Rindfleischsalat. Das Kürbiskernöl wird auch als Verzierung für die klassisch-steirische Kürbissuppe eingesetzt. Denn Kürbisgerichte erfreuen sich in der Steiermark in vielen Variationen großer Beliebtheit, beispielsweise als Beilage zum Weizer Berglamm oder als Gebackene Kürbisscheiben mit Körndlpanier.
Insgesamt ist die steirische Küche von traditionellem Arme-Leut-Essen geprägt, wie dem Heidensterz, einem Schmarrn aus Buchweizenmehl, der heute als besondere Spezialität für kalte Tage gilt. Es dominieren deftige Fleischspeisen der Volksküche, nahrhaft und einfach zuzubereiten, wie das Ritschert, das Kübelfleisch oder das Steirische Wurzelfleisch. Das Steirische Backhendl gilt als Pendant zum Wiener Schnitzel. Es erfreut sich mittlerweile, wie auch das Wurzelfleisch, großer Beliebtheit in anderen Bundesländern. Darüber hinaus gibt eine Vielzahl regionaler Spezialitäten, wie eine „aufg'setzte Henn“, ein gefülltes Sulmtaler Hendl.
Der Steirerkäse ist ein Magerkäse der im Namen schon das Bundesland trägt, es gibt zwei Arten, den Ennstaler- und den Murtalersteirerkas. In den Buschenschanken werden Brettljausen mit Verhackert (ein Brotaufstrich aus fein gehacktem Speck), Geselchtem, Trockenwürstel, Käse, Kernölaufstrich und Liptauer auf Holztellern serviert. Das traditionelle Fast Food der Steirer ist das Krainerwürstl, dessen Namen auf das frühere Kronland und Herzogtum Krain zurückgeht.
Schilcher ist ein regionaler Wein der Weststeiermark, ein sehr trockener Rosé, der aus der Traubensorte Blauer Wildbacher gekeltert wird. Über die lange Weinbautradition hinaus besteht auch eine lange Brautradition mit den drei klassischen Marken Gösser und Murauer aus der Obersteiermark sowie Puntigamer aus Graz, deren Ursprünge bis ins 15. Jahrhundert zurückreichen.

### Kärnten
Im seenreichen Kärnten wird gerne Fisch gegessen. Wichtige Bestandteile der Kärntner Küche sind Getreide, Milchprodukte und Fleisch. Eine bekannte Spezialität sind die Kärntner Kasnudeln (mit Topfen und brauner Minze gefüllte Teigtaschen) und die kleineren Schlickkrapfen (ab und zu auch Schlipfkrapfen genannt) meistens mit Fleischfüllung. Ritschert, ein Eintopf aus Bohnen und Rollgerste, lässt sich sogar bis auf die Keltenzeit zurückverfolgen. Darüber hinaus gibt es Spezialitäten wie Klachlsuppe, Kirchtagssuppe, Frigga oder Reindling.

### Oberösterreich

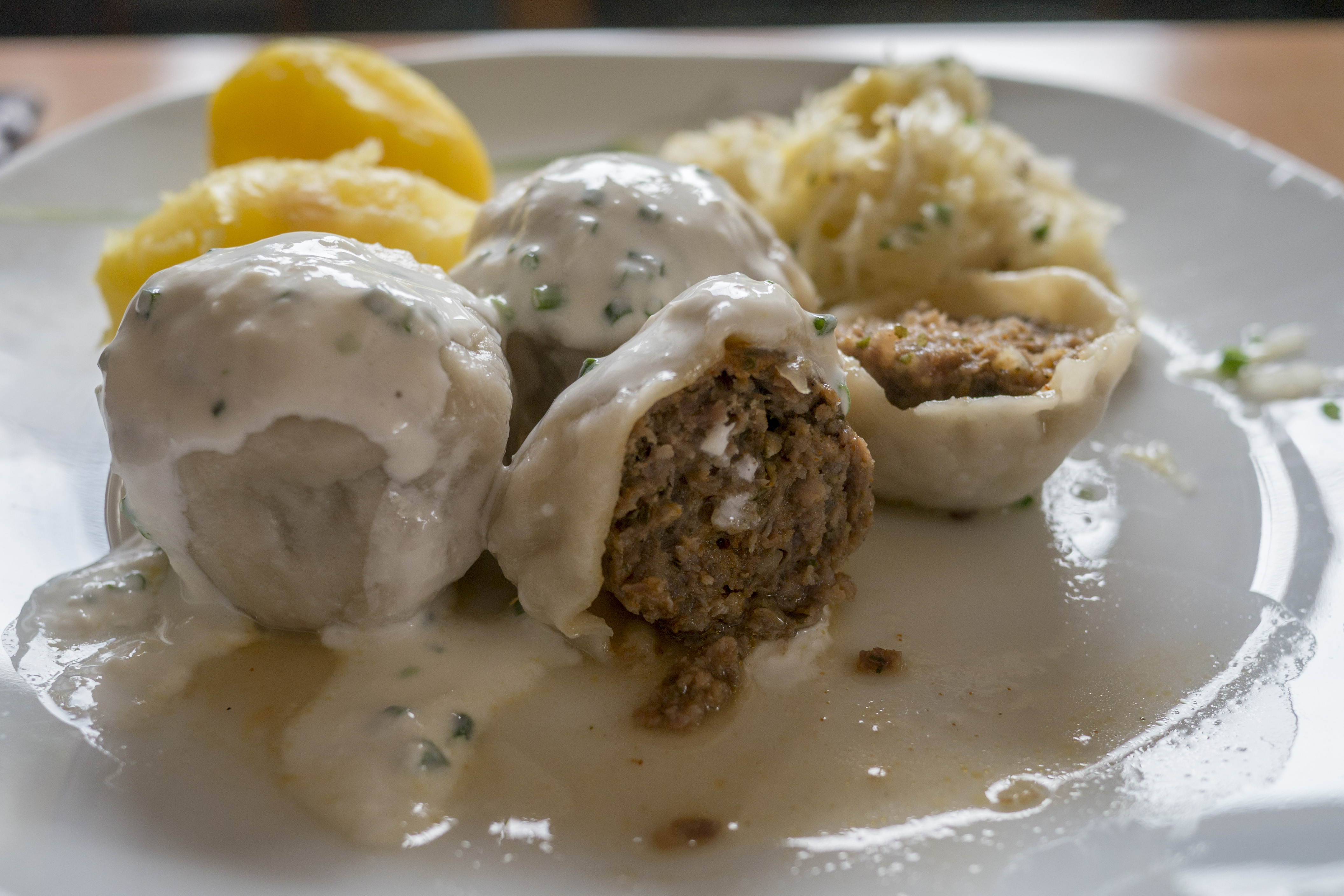
Innviertler Bratknödel werden traditionell mit einer Sauerrahmsauce, Sauerkraut und Kartoffeln gegessen

Wie auch im benachbarten Bayern und Böhmen sind Knödel in verschiedenen Zubereitungen und mit zahlreichen pikanten Füllungen (Fleischknödel) ein wichtiges Element der oberösterreichischen Küche. Auch Bratl (bes. Surbratl), Ripperl, Essigwurst, Maurerforelle (Knacker mit Zwiebel), Sulz und die sogenannte Brettljause (verschiedene Wurst-, Fleisch- und Käsesorten garniert mit Gurken, Senf etc. auf einem Jausenbrett) werden in Oberösterreich oft und gerne gegessen. Eine Jausenspezialität ist der sogenannte „Erdäpfelkäs“ – ein Brotaufstrich aus zerquetschten Kartoffeln, Zwiebeln und Rahm. Ein typisches Frühstücksgericht im bäuerlichen Umfeld stellt die saure Suppe dar.
Eine bekannte Nachspeise ist die Linzer Torte. Oberösterreich gilt – neben dem niederösterreichischen Mostviertel – auch als Heimatland des Mosts.

### Salzburg
In Salzburg sind die Einflüsse sowohl der typisch böhmisch-österreichischen, wie auch jene aus dem benachbarten Bayern und dem italienischen Norden spürbar. Die Lage entlang wichtiger transeuropäischer Handelsrouten schon seit der keltischen Besiedlung führten, wie auch beispielsweise in Tirol, zu einer Vermischung unterschiedlicher kulinarischer Traditionen und der Herausbildung neuer Varianten. Ein großer Unterschied besteht, und das gilt wohl für die Küche in vielen Teilen Mitteleuropas, zwischen den traditionellen Speisen des ländlich-bäuerlichen Milieus und der städtisch bürgerlichen Küche. Als Beispiel soll hier etwa die Küche des Innergebirgs herangezogen werden. Salzburger Nockerln sind das bekannteste Dessert.
Im Pinzgau finden sich in erster Linie fleischlose Gerichte, die aber durchaus deftig im Charakter sind (Käse, Butter, Frittiertes). Kartoffeln, Mehl (Weizen, Dinkel und Roggen), Butter und Schmalz waren die wichtigsten Zutaten. Ein Beispiel sind die Pinzgauer Schotten. Die Handelswege zu und von Italien führten aber auch dazu, dass sich etwa der Polenta als beliebte Alternative zu oben genanntem durchsetzte, lange vor dem Reis, der erst heute eine Rolle spielt. Aus der böhmisch-österreichischen Küche kommt vielleicht die Vorliebe für Süßspeisen aller Art, die durch lokale Zutaten verändert wurden. Heidel-, Preisel- und Holunderbeeren gelten neben Äpfeln und Birnen als die typischen Früchte in den Bergregionen, während Marillen und Zwetschken aufgrund der Höhenlage keine Rolle spielen.
Pinzgau: Kasnocken, Kaspressknödel, Fastenknödel (Käse), Pinzgauer Krapfen, Moosbeenidei (Heidelbeernocken), Nidei (gebratene Kartoffelteigstücke mit gedünstetem Weißkraut oder Sauerkraut), Strauben, Plaatl. In dem Buch „Sprache und Essen“, einem Pinzgauer Kochbuch (Tauriska Verlag; Neukirchen; 2005), findet sich unter den traditionellen Gerichten kein einziges Fleisch- oder Fischgericht.

### Tirol
Neben dem Tiroler Speck spielen Knödel in allen Variationen eine wichtige Rolle in der Tiroler Küche. Sie werden als Speckknödel, Spinatknödel oder Kaspressknödel  zubereitet und allein, in einer Suppe oder als Beilage gegessen. Der Graukäse wird auch mit Essig und Öl angerichtet und mit Zwiebelringen belegt serviert. Weitere Spezialitäten sind das Tiroler Gröstl (Fleisch, Erdäpfel, Zwiebel und anderes in einer Pfanne gebraten), Tirtl, Linsen mit Speck und Knödeln sowie Schlutzkrapfen (gefüllte Teigtaschen). Beliebt sind in Schmalz gebratene Krapfen und Kiachl (Küchl) wie auch die Brandenberger „Prügeltorte“. Das sog. Melchermuas wird in einer Eisenpfanne auf Almhütten zubereitet (siehe auch Südtiroler Küche).

### Vorarlberg
siehe Vorarlberger Küche

## Typische Gerichte

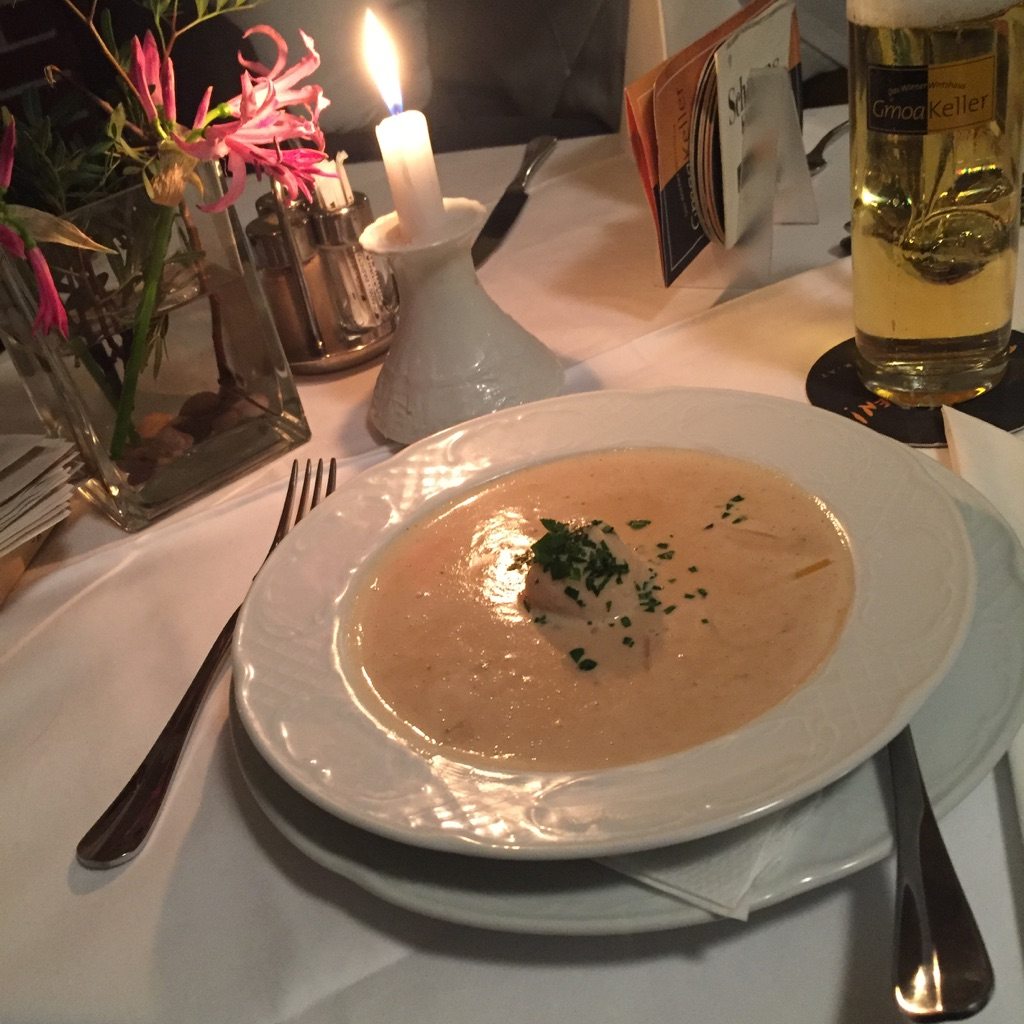
Gansleinmachsuppe

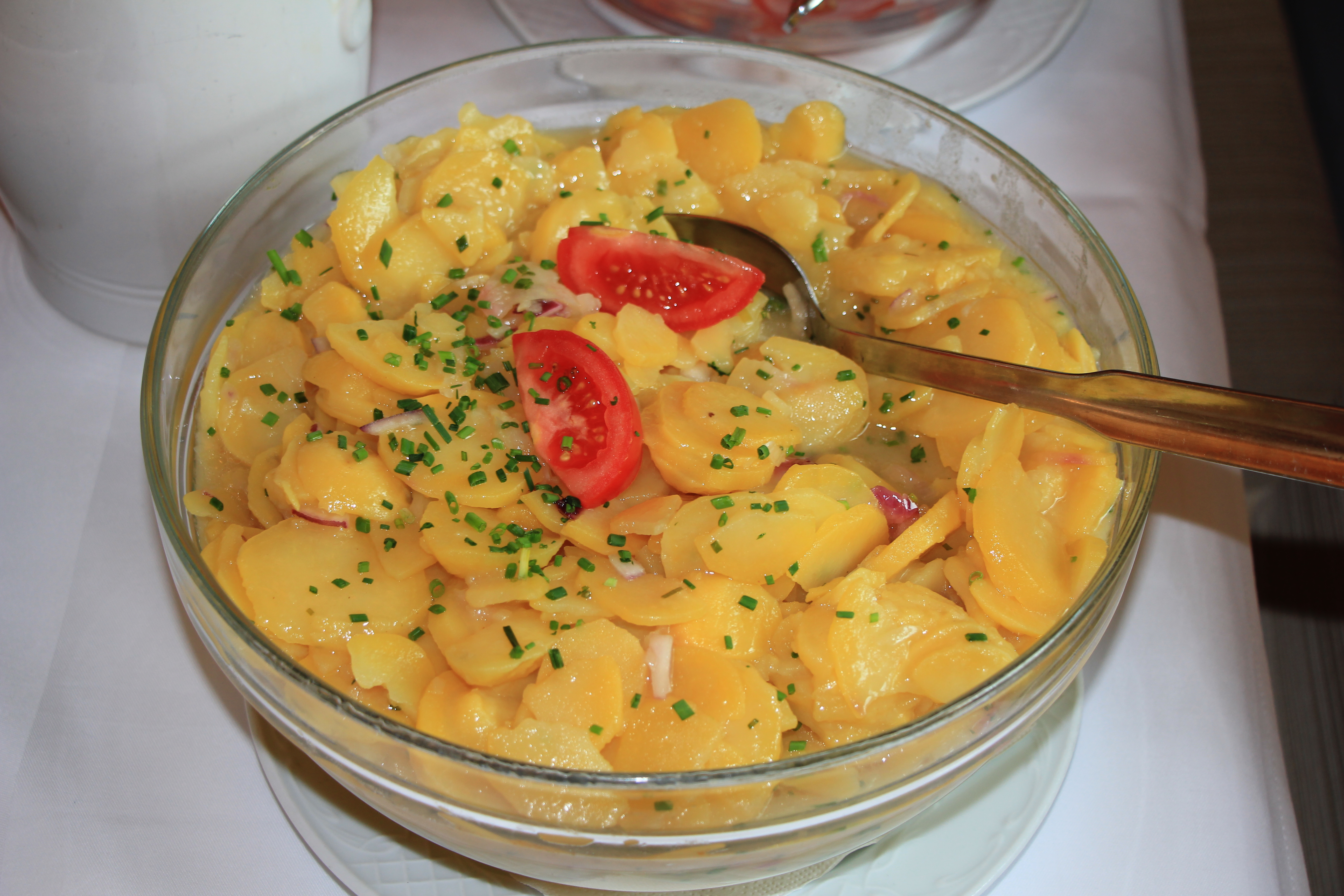
Erdäpfelsalat

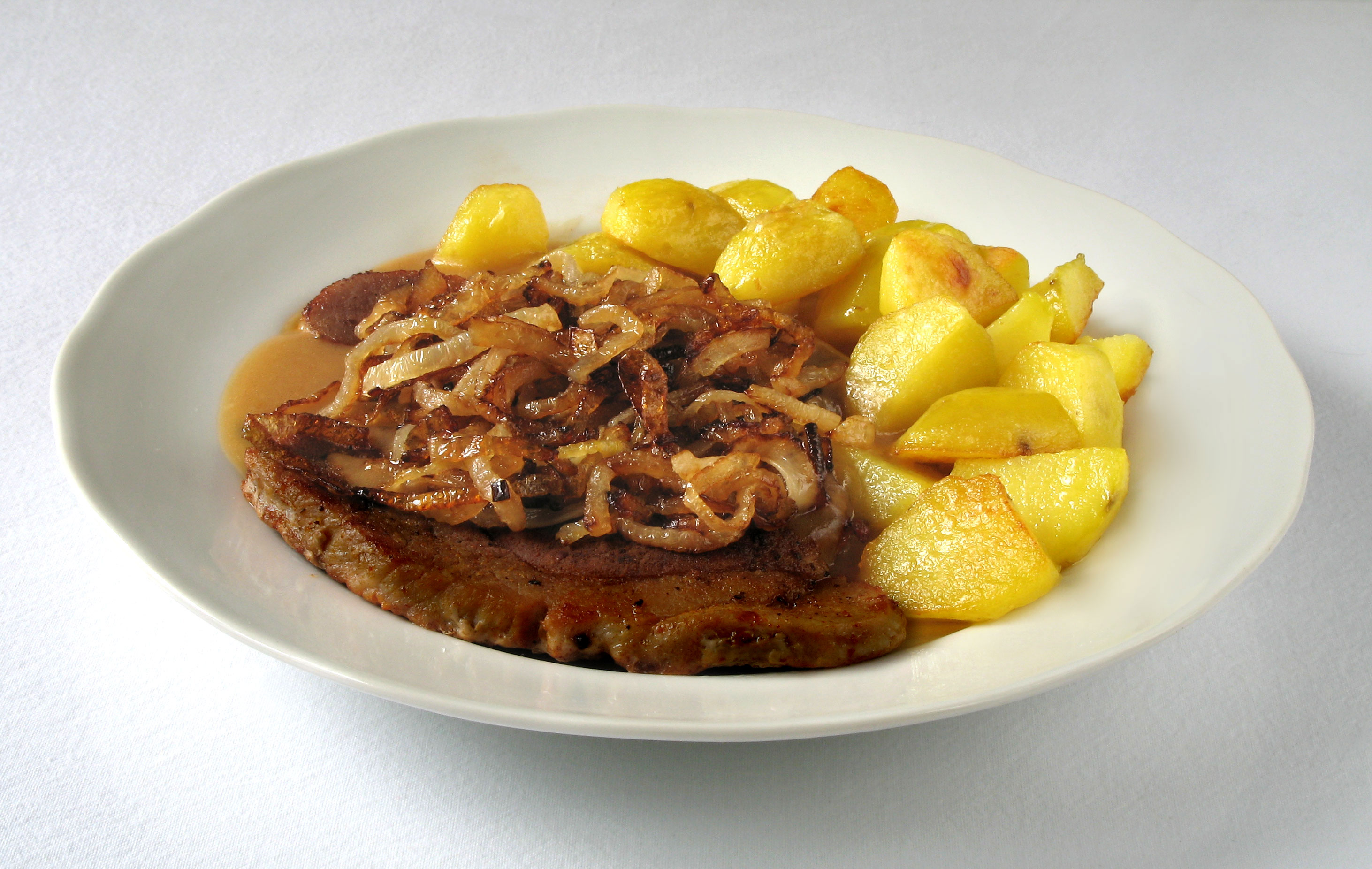
Zwiebelrostbraten mit Bratkartoffeln

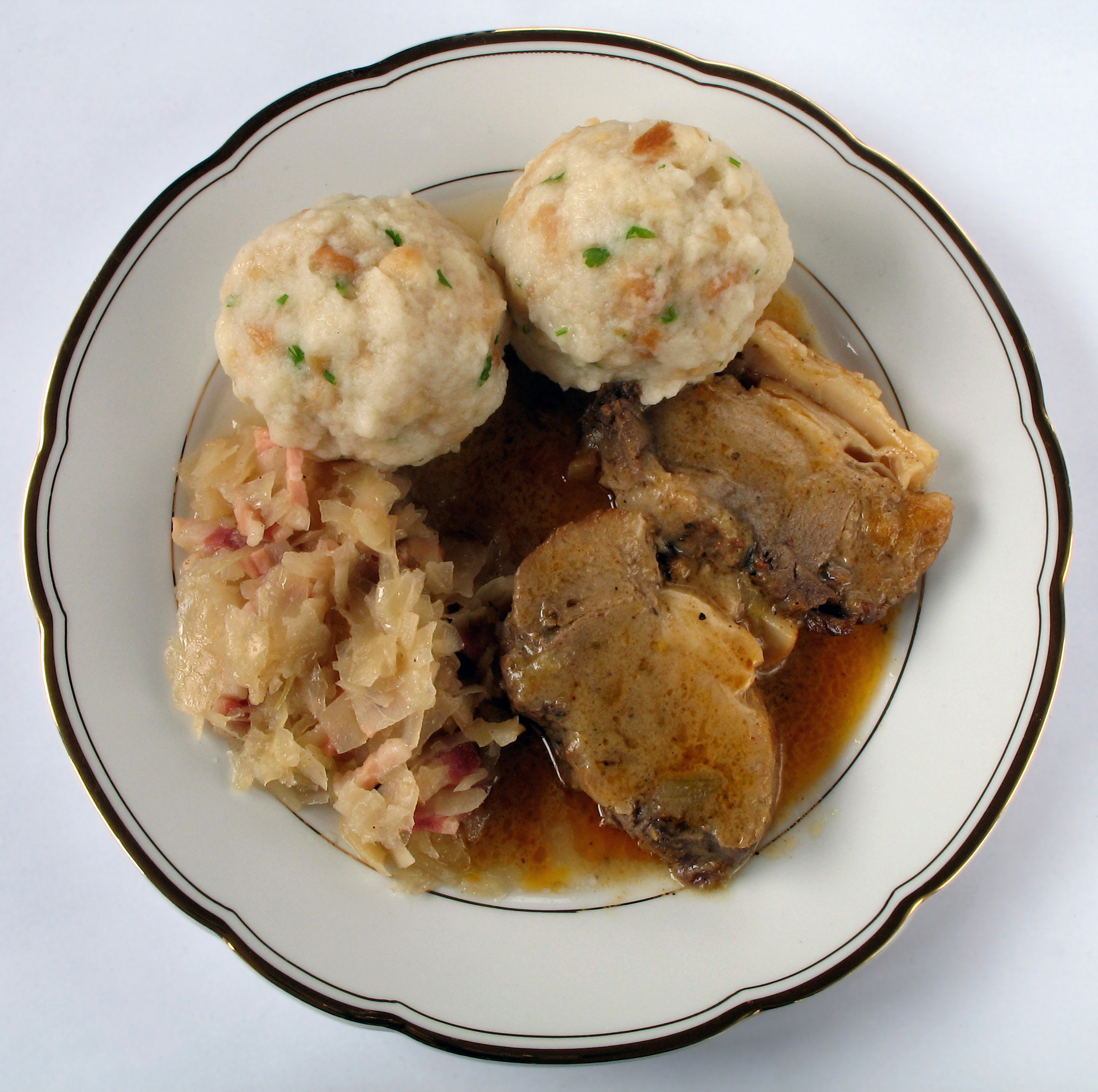
Schweinsbraten mit Semmelknödeln und Krautsalat

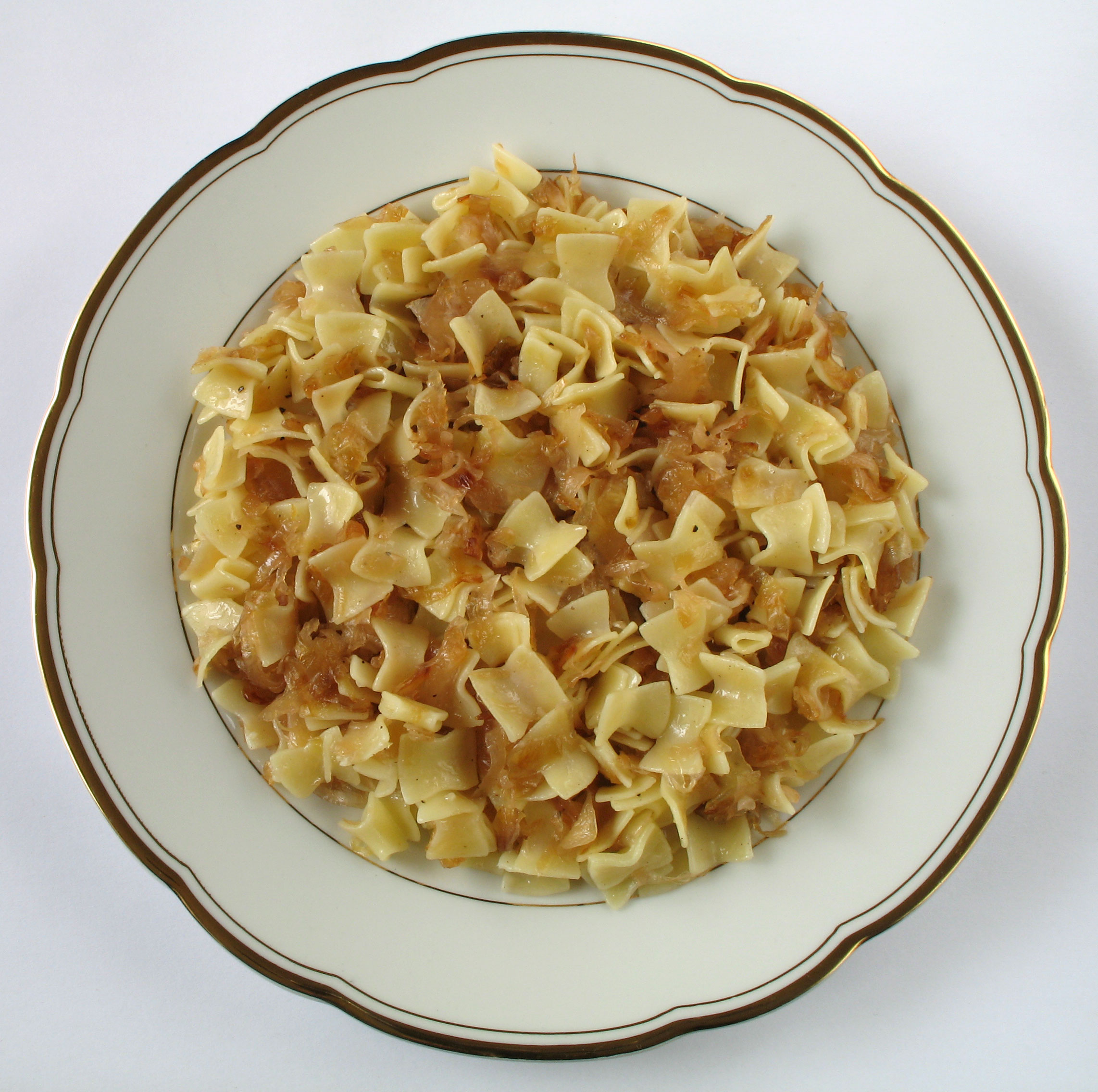
Krautfleckerl

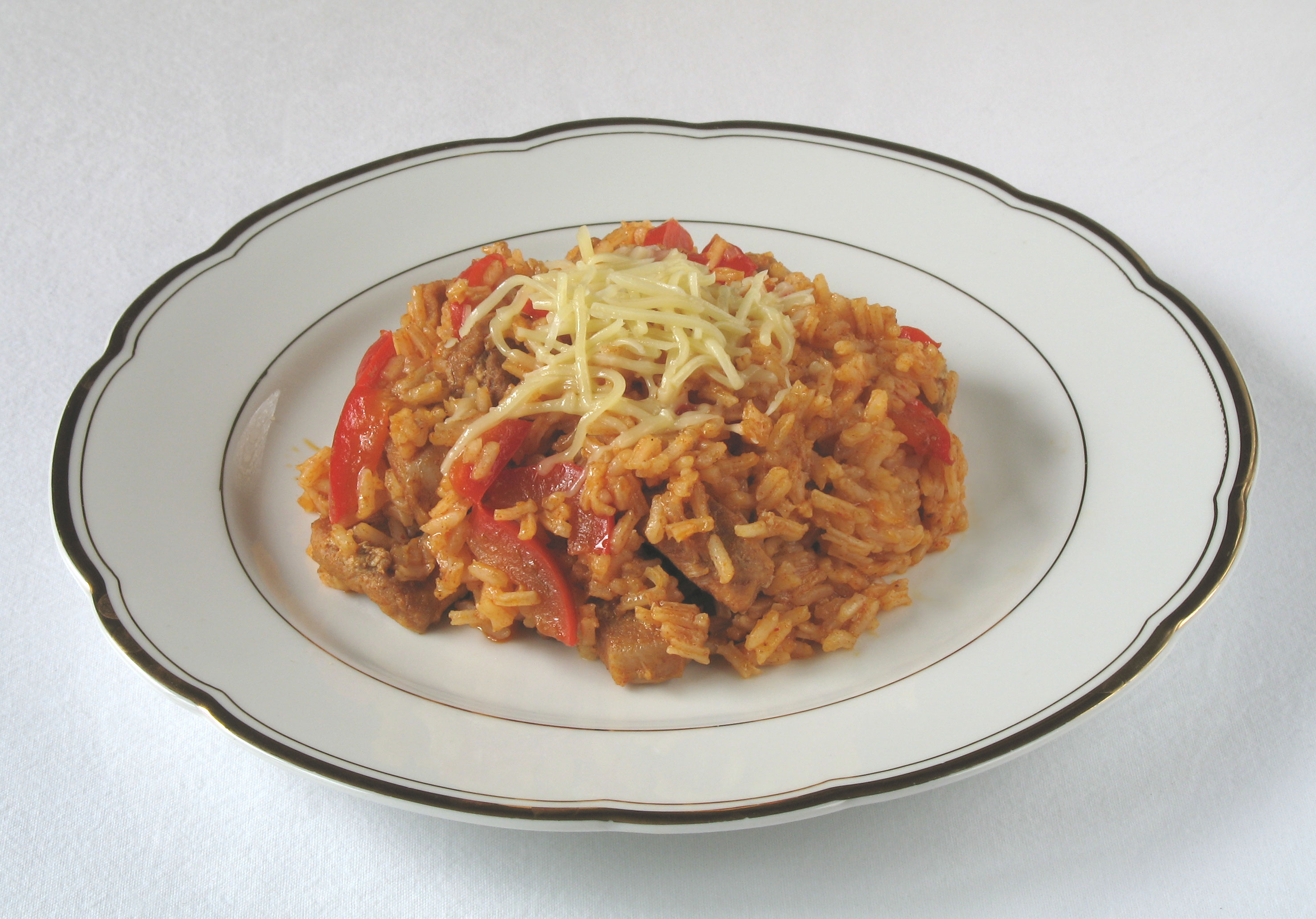
Reisfleisch

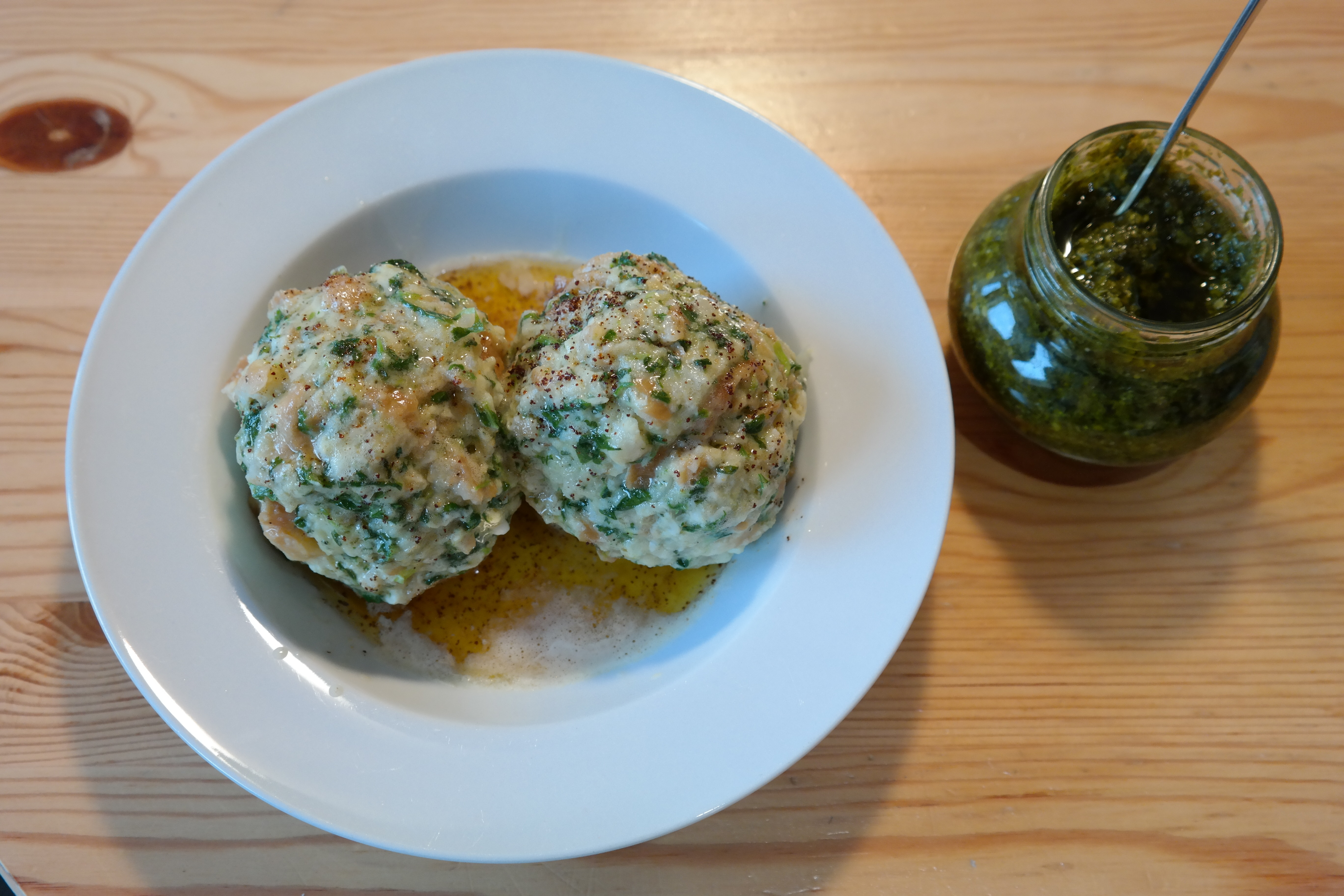
Spinatknödel mit Brauner Butter

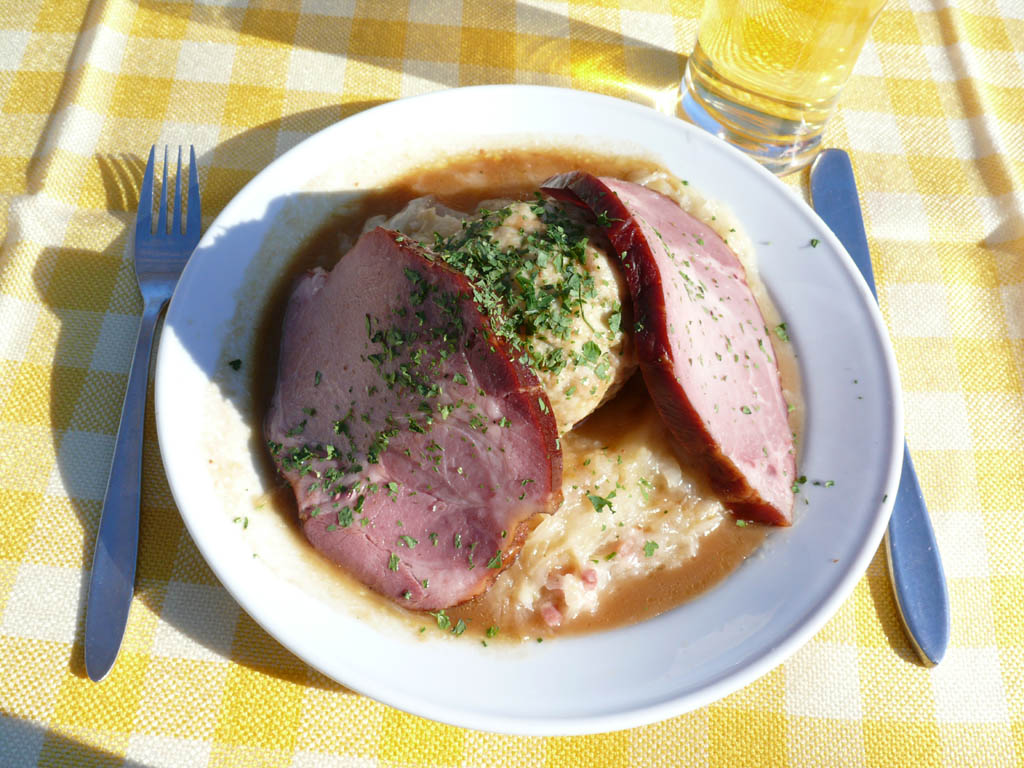
Geselchtes mit Kraut und Knödel

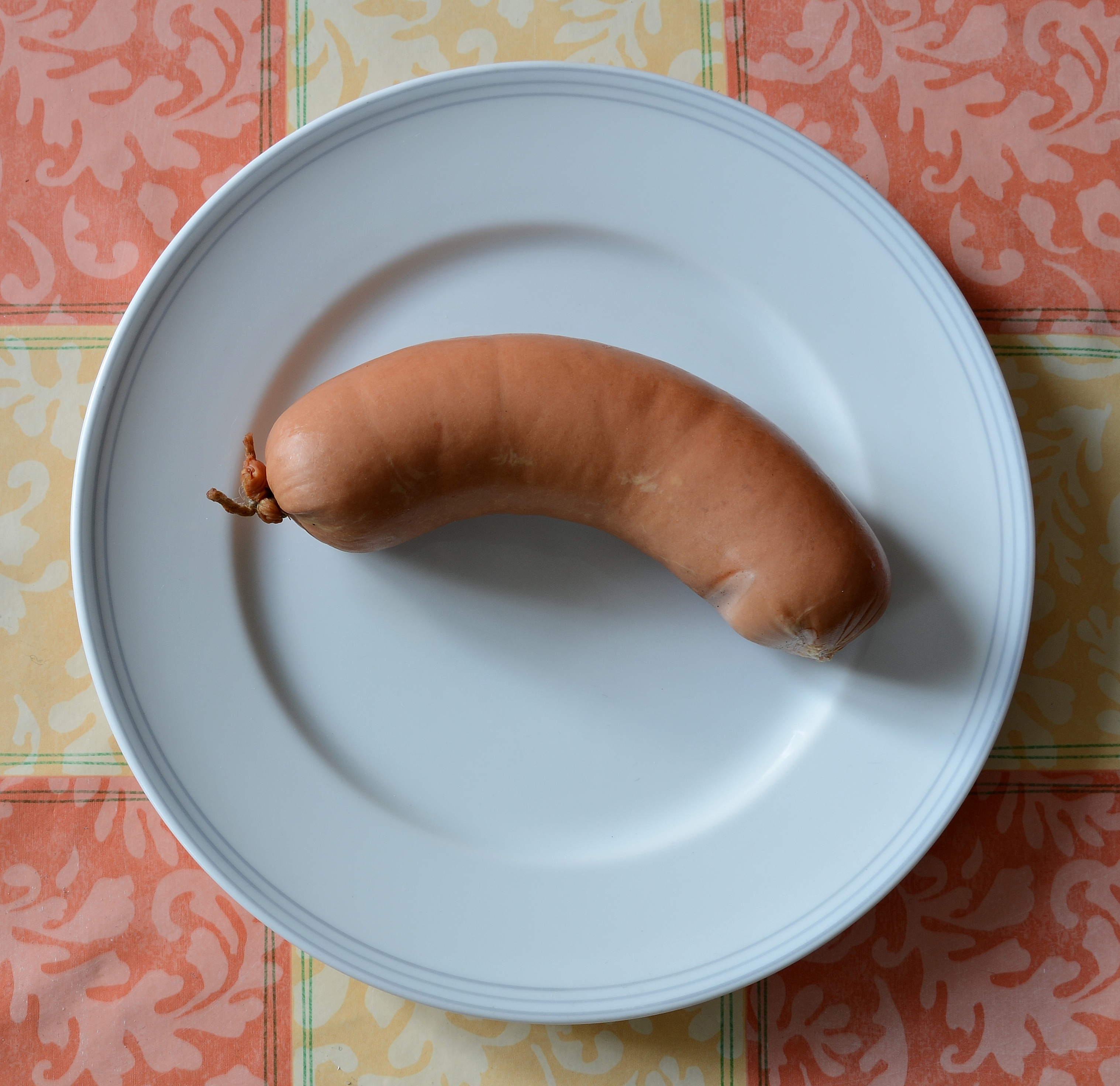
Knackwurst

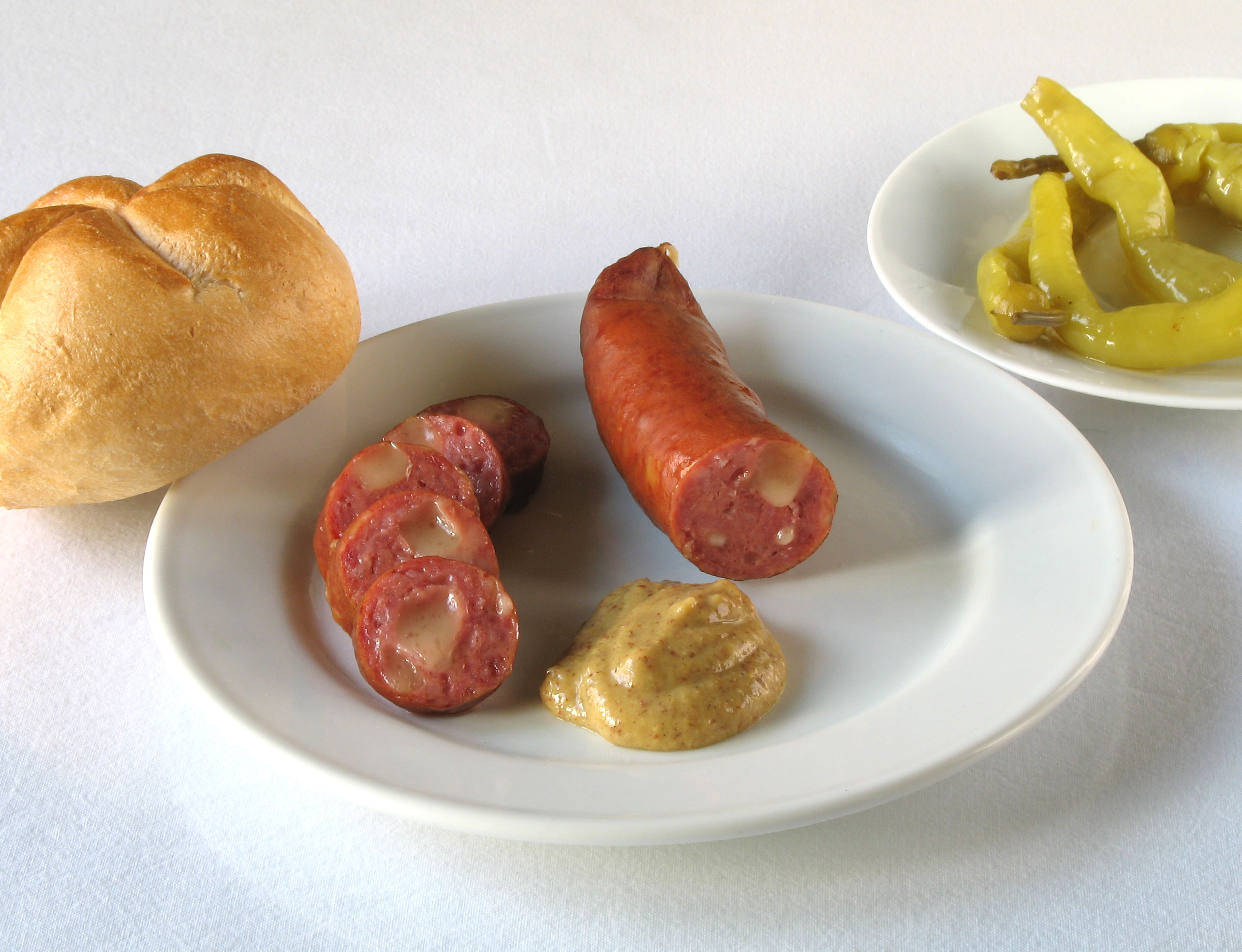
Käsekrainer

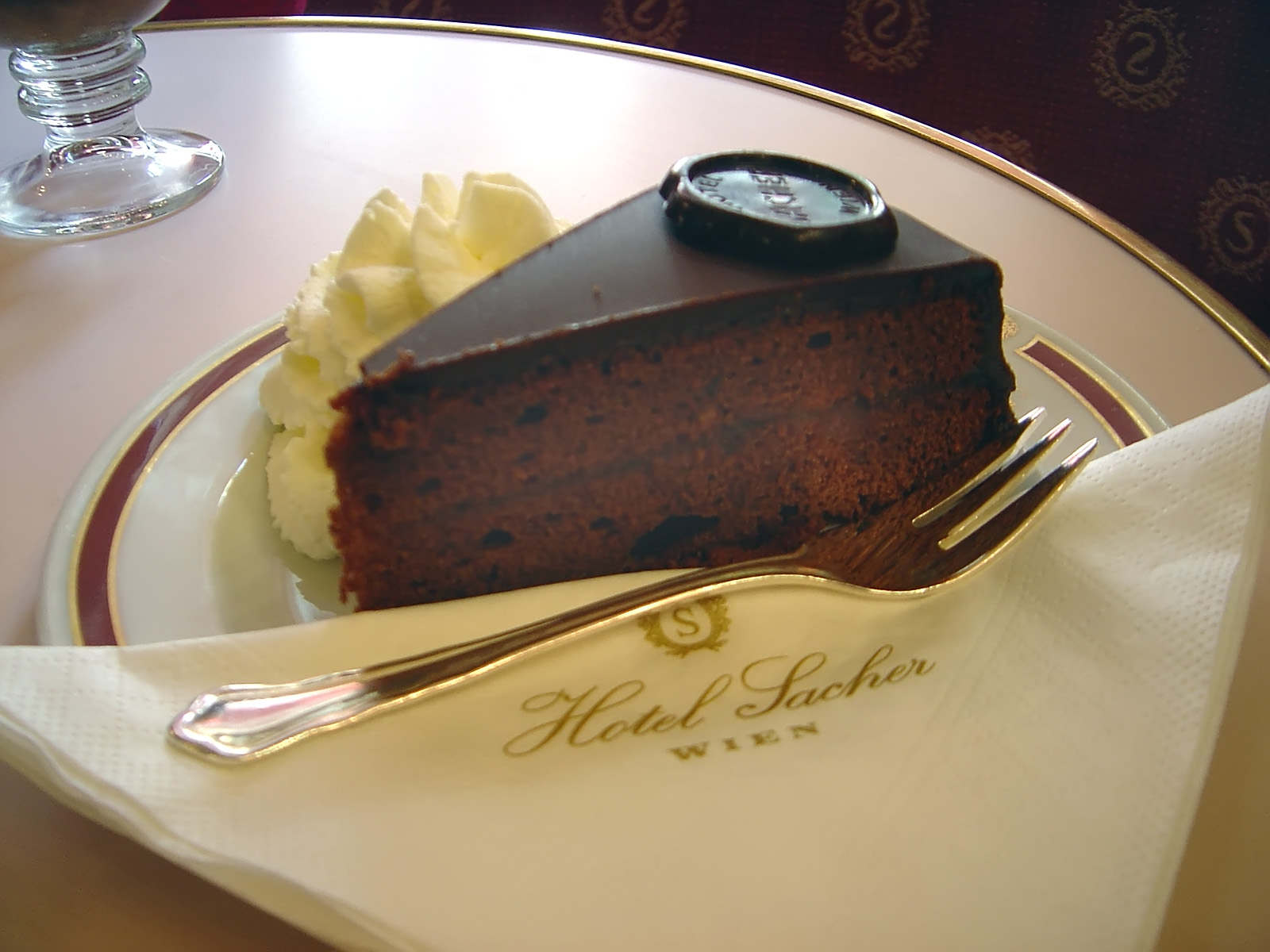
Sachertorte

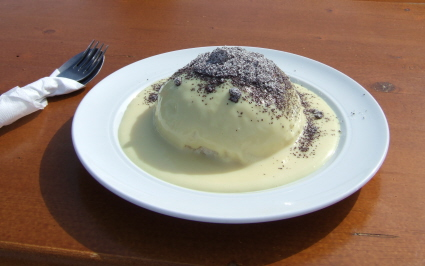
Germknödel mit Vanillesauce

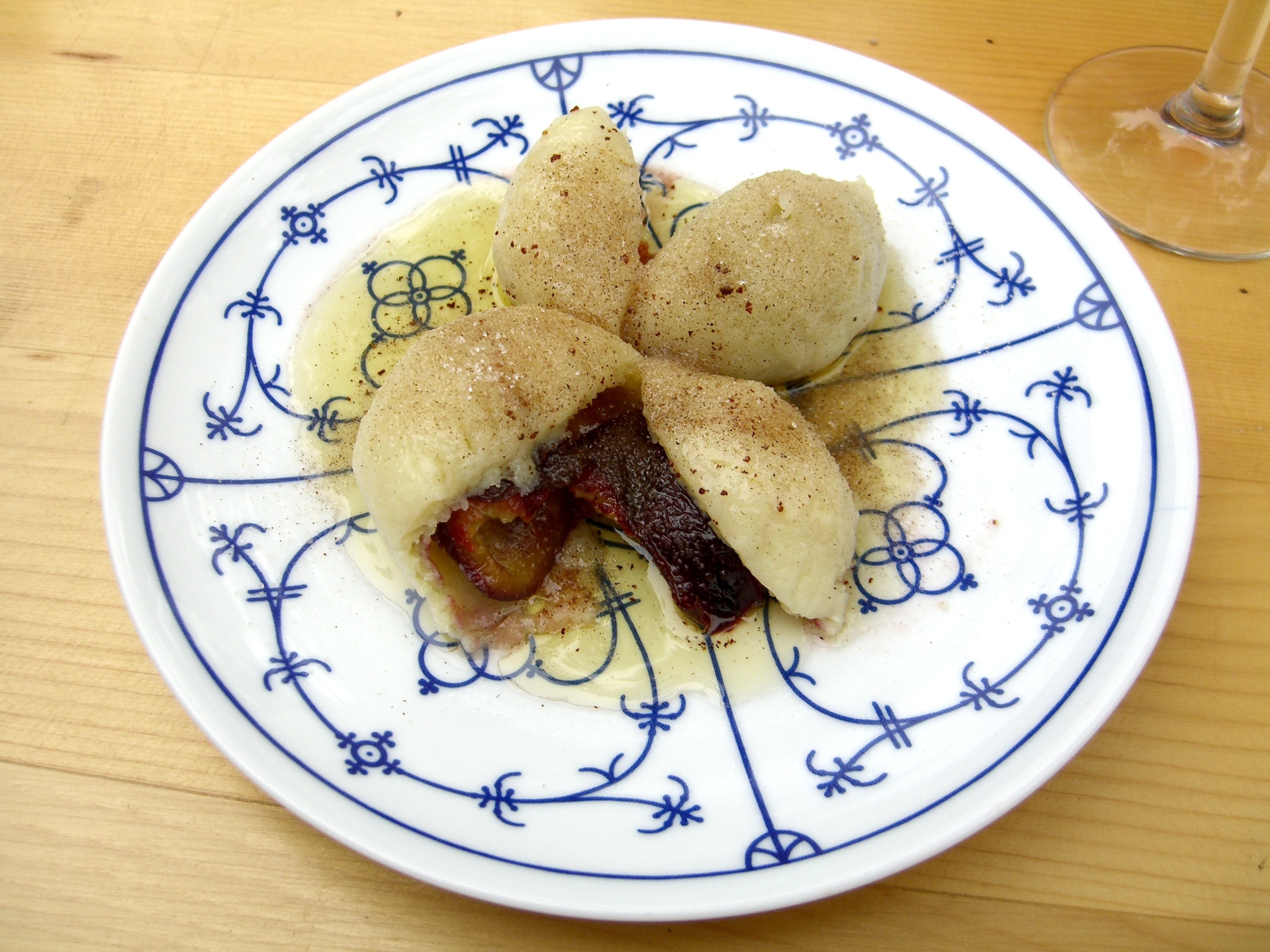
Zwetschkenknödel

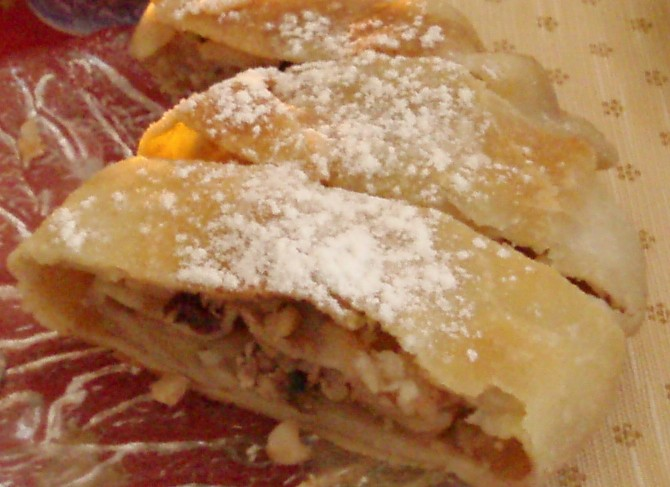
Apfelstrudel

### Suppen

#### Rindssuppen mit Einlage
- Backerbsensuppe
- Fleischstrudelsuppe
- Frittatensuppe
- Grießnockerlsuppe
- Kaspressknödelsuppe
- Leberknödelsuppe
- Nudelsuppe
- Tiroler Speckknödelsuppe
- Tiroler Knödelsuppe

#### Weitere Suppen
- Biersuppe
- Branntweinsuppe
- Brotsuppe
- Einbrennsuppe
- Einmachsuppe
- Erdäpfelsuppe
- Gansleinmachsuppe
- Gemüsesuppe
- Gerstensuppe
- Gulaschsuppe
- Herbstmilchsuppe
- Holundersuppe (Hollersuppe)
- Kirchtagssuppe
- Knoblauchsuppe
- Steirische/Kärntner Klachlsuppe
- Kümmelsuppe
- Kürbiscremesuppe
- Linsensuppe
- Panadelsuppe
- Schöberlsuppe
- Schottsuppe
- Schwammerlsuppe (Eierschwammerlsuppe)
- Semmelsuppe[10]
- Stosuppe (Milchsuppe)
- Zwiebelsuppe

### Hauptspeisen
Schwein
- Gebackenes Schnitzel
- Naturschnitzel
- Schweinsbraten mit Knödel (Semmelknödel oder Erdäpfelknödel)
- Geselchtes mit Kraut und Knödel
- Steirisches Wurzelfleisch
- Stelze
- Surbraten
- Blunzengröstl

Rind und Kalb
- Wiener Schnitzel vom Kalb
- Tafelspitz mit Röstkartoffeln oder Erdäpfelschmarrn, Schnittlauchsauce und Apfelkren oder Semmelkren
- Zwiebelrostbraten
- Vanillerostbraten
- Girardirostbraten
- Gefüllte Kalbsbrust
- Jägerschnitzel

Faschiertes von Schwein und Rind
- Butterschnitzel
- Fleischlaibchen
- Stephaniebraten

Innereien
- Beuschel
- Bries
- Bruckfleisch
- Gebackene Leber
- Geröstete Leber
- Kalbszunge
- Kutteln

Geflügel
- Backhendl
- Brathendl
- Paprikahendl
- (Martini-)Gansl mit Semmel- oder Serviettenknödel
- Ente mit Knödel und Rotkraut

Knödel
- Erdäpfelknödel
- Fleischknödel
- Grammelknödel
- Hascheeknödel
- Kaspressknödel
- Speckknödel
- Spinatknödel
- Semmelknödel
- Serviettenknödel
- Waldviertlerknödel

Fleischlose Gerichte
- Eierfleckerl
- Eiernockerln
- Fisoleneintopf
- Fisolensalat
- Gemüsestrudel
- Krautfleckerl
- Kasnocken/Kasspätzle

Weitere
- Gulasch
- Kärntner Kasnudeln
- Fleckerln: Krautfleckerl, Schinkenfleckerl
- Rouladen: Rindsrouladen, Krautrouladen
- Specklinsen mit Semmelknödel
- Reisfleisch
- Matrosenfleisch
- Krautfleisch (auch: Szegediner Krautfleisch)
- Grenadiermarsch
- Erdäpfelgulasch
- Gefüllte Paprika

### Kalte Speisen, Jause
- Knackwurst
- Dürre
- Speck
- Essigwurst
- Brettljause
- Wurstsalat
- Kantwurst
- Steirerkas
- Eiaufstrich
- Verhackerts

### Salate
- Erdäpfelsalat
- Gurkensalat
- Krautsalat
- Rote-Rüben-Salat

### Imbiss
- Leberkässemmel
- Schnitzelsemmel
- Burenwurst
- Frankfurter
- Käsekrainer
- Debreziner
- Berner-Würstel
- Bosna
- Maroni und Braterdäpfel (auf Christkindlmärkten)

### Desserts, Mehlspeisen und Süßspeisen
Torten usw.
- Sacher-Torte
- Linzer Torte
- Esterházy-Torte
- Fächertorte
- Nusstorte
- Gugelhupf
- Kardinalschnitte
- Punschkrapfen
- Ribiselschaumschnitte[11]
- Dobostorte
- Malakofftorte
- Cremeschnitten
- gebackene Topfentorten
- Topfenoberscremetorte
- Mozarttorte[12]

(Süße) Knödel
- Marillenknödel
- Zwetschkenknödel
- Topfenknödel
- Germknödel

Strudel
- Wiener Apfelstrudel
- Topfenstrudel
- Mohnstrudel
- Nussstrudel
- Milchrahmstrudel (Millirahmstrudel) mit Vanillesauce

Weitere
- Kaiserschmarrn mit Zwetschkenröster
- Schokomaroni[13]
- Maronireis
- Salzburger Nockerln
- Palatschinken: Marillenmarmeladepalatschinken, Erdbeermarmeladepalatschinken, Topfenpalatschinken etc.
- Powidltascherln
- Kärntner Reindling
- Wiener Wäschermädeln
- Schomlauer Nockerln
- Krapfen: Husarenkrapferl, Faschingskrapfen, Schlutzkrapfen, Brandteigkrapfen, Punschkrapfen etc.
- Buchteln
- Mohnnudeln
- Mohnzelten
- Öpfelradl
- Dalken
- Kipferl: Nusskipferl, Butterkipferl, Vanillekipferl etc.
- Linzer Augen
- Golatsche: Topfengolatsche, Marillengolatsche, Powidlgolatsche etc.
- Pofesen
- Bischofsbrot
- Gugelhupf

## Imbiss

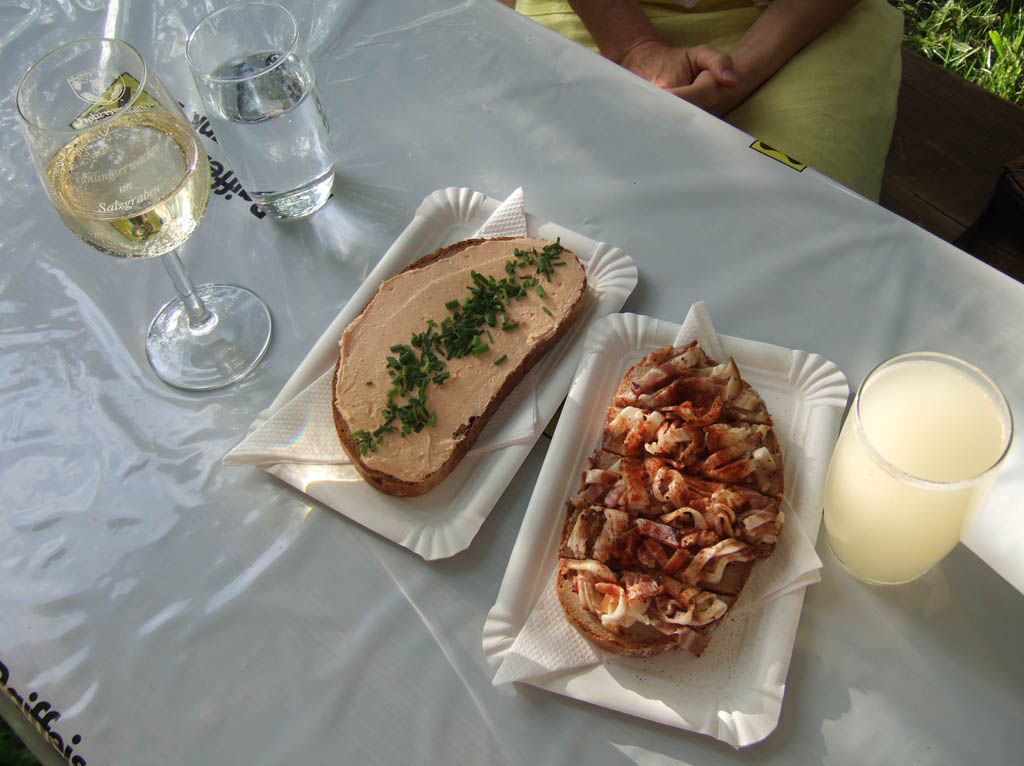
Liptauerbrot und Speckbrot zu Sturm und Grünem Veltliner

Zur Jause oder beim Heurigen gibt es Brot und Gebäck mit div. Aufstrichen und Belag: Speck, Käse, Verhackert, Grammelschmalz, Bratlfett, Liptauer, verschiedene Arten von Würstel mit Senf und Brot sowie Semmeln mit Wurst, Leberkäse (Fleischkäse) oder Käseleberkäse, aber auch kleine Tellergerichte wie Würstel mit Saft, kleines Gulasch, Brettljause, Saure Extrawurst mit Zwiebel (genannt: Essigwurst oder nur Saure Wurst), Sulz mit Essig und (steirischem) Kernöl, Blunzen oder Geselchtes mit frisch „gerissenem“ (geriebenem) Kren.
Es gibt noch andere weitverbreitete typische Spezialitäten, z. B. die Bosna und die Käsekrainer, die fester Bestandteil des Angebots der österreichischen Fast-Food-Variante Würstelstand sind.

## Getränke

### Kaffee

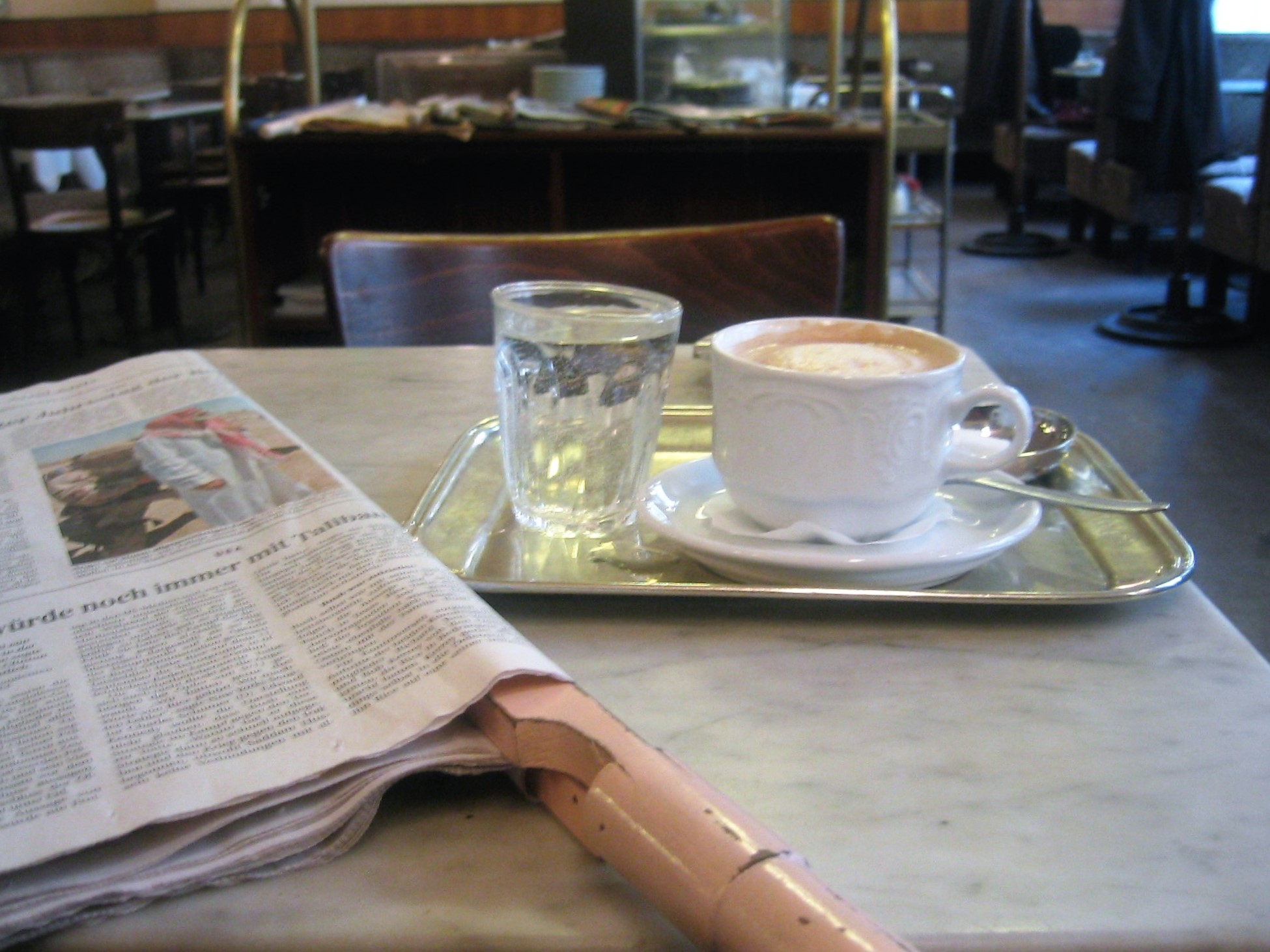
Kaffeehauskultur mit Tageszeitung

Kaffee wird in Österreich in verschiedenen Variationen zubereitet, beispielsweise als Verlängerter, Melange, Kapuziner, Einspänner und großer oder kleiner Brauner. Zunehmend setzt sich auch der Cappuccino durch. Eine größere Auswahl bieten die typischen Kaffeehäuser in ganz Österreich
(siehe: Liste von Kaffeespezialitäten).

### Bier
Der Bierkonsum in Österreich war 2009 mit 106,4 Litern pro Person nach Tschechien etwa so hoch wie in Deutschland und lag damit an der Weltspitze. Insgesamt gibt es etwa 1.000 verschiedene Biersorten von 174 Brauereien. Mit einer Brauerei auf 56.860 Einwohner hat Österreich die höchste Brauereidichte der EU.
Bier wird meistens in folgenden Größen serviert: Pfiff (0,2 l), Seidel/Glas/Kleines (0,3 l) und Halbe/Krügerl/Großes (0,5 l). Bei Festen wird manchmal die aus Bayern bekannte Maß (1,0 l) oder ein Doppelliter/ Doppler/ Stiefel (2,0 l) ausgeschenkt. Beliebte Biersorten sind das Märzen, das Zwicklbier (naturtrüb) und das Weißbier. Zu Festtagen wie Weihnachten und Ostern wird auch Bockbier angeboten.
Die größte Privatbrauerei Österreichs ist Stiegl.

### Wein

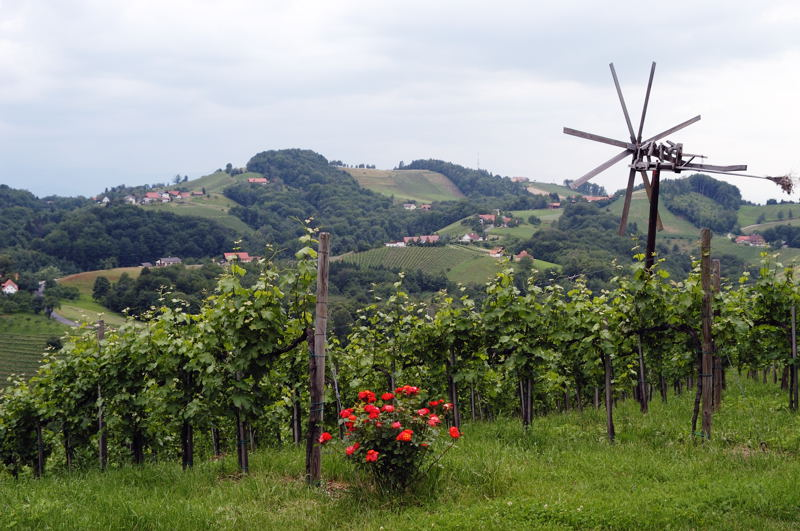
Weinbau im steirischen Sausal

Der Weinanbau hat eine lange Tradition in Österreich und schon während der späteren Keltenzeit, also schon vor etwa 2000 Jahren, wurde Wein kultiviert. Er wird vor allem im Osten, Südosten und Süden des Landes angebaut, die wichtigsten Anbaugebiete befinden sich in Niederösterreich, dem Burgenland, der Steiermark und in Wien (nach Größe geordnet). Österreich zählt heute zu den bedeutendsten Produzenten von Spitzenweinen. Bei normalen Qualitäts- und Tafelweinen zählt Österreich jedoch nicht zu den großen Exporteuren. Grund dafür ist die geringe Menge, die produziert wird. Sie deckt im Normalfall nur die Inlands-Nachfrage ab.
Der noch junge Wein wird Heuriger genannt und manchmal noch in Form des sogenannten Gemischten Satzes in den gleichnamigen Lokalen in Wien und Umgebung ausgeschenkt, wo auch kleine typischerweise kalte Speisen erhältlich sind.
In der Steiermark, dem Burgenland und Teilen des Weinviertels (Niederösterreich) heißen die Heurigen Buschenschank. Dieses bezieht sich auf eine Tradition, die unter Kaiser Joseph II. eingeführt wurde: Ein über dem Hauseingang aufgehängter Buschen signalisierte, dass hier Wein ausgeschenkt wurde.
Autochthone österreichische Spezialitäten sind:
- Rotweine: Zweigelt, Blaufränkisch, Sankt Laurent, Blauer Portugieser, Blauer Wildbacher
- Roséweine: Schilcher, Uhudler
- Weißweine: Grüner Veltliner, Welschriesling, Rotgipfler, Zierfandler, Roter Veltliner
- Prädikatsweine (Süßweine): Unter den in Österreich in verschiedenen Gradationen produzierten Prädikatsweinen zählt der Ruster Ausbruch zu den höchsten Qualitäten

In Österreich wird zu 75 Prozent österreichischer Wein getrunken. In der kälteren Jahreszeit wird vergorener Rebensaft auch als Glühwein konsumiert.

### Andere alkoholische Getränke

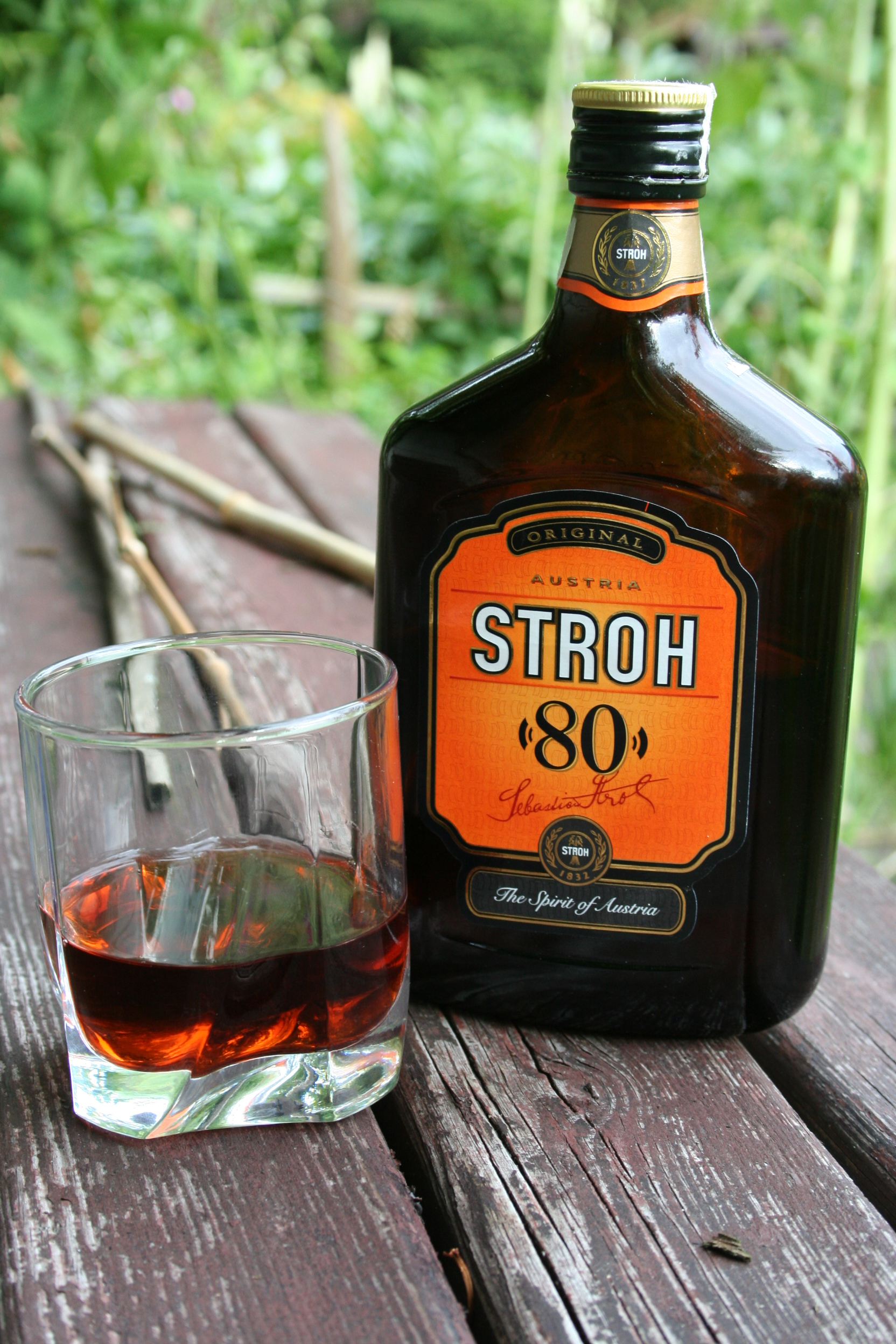
Stroh Rum aus Kärnten

In Oberösterreich, Niederösterreich, der Steiermark, Kärnten und Vorarlberg ist der Most oder Obstmost (im Gegensatz zum Traubenmost, der keinen Alkohol enthält) verbreitet, ein vergorener Saft aus Apfel und/oder Birne.
Beim Pressen der (Wein-)Trauben wird Most (alkoholfreier Traubenmost zur Abgrenzung gegen den alkoholhaltigen Obstmost) gewonnen, dieser geht nach einiger Zeit in Gärung über, enthält jetzt Alkohol, ist durch die entstehende Hefe trüb und heißt „Sturm“. „Sturm“ wird idealerweise aus dem Fass heraus ausgeschenkt, in dem der „Sturm“ gerade gärt und wird somit gärwarm getrunken. Mit fortschreitender Gärung verliert der „Sturm“ an Zucker und gewinnt an Alkohol, wodurch er ständig seinen Geschmack ändert. Nach Abschluss der Gärung heißt der noch hefetrübe Wein „Staubiger“.
Zum Abschluss eines Mahls wird Schnaps oder Edelbrand gereicht, die in Österreich aus verschiedenen Obstsorten (beispielsweise Marillen), aber auch aus Vogelbeeren, Enzianwurzeln oder verschiedenen Kräutern hergestellt werden, etwa der Mariazeller-Magenbitter. Das Produkt kleiner privater Schnapsbrennereien wird als Selberbrennter (Selbstgebrannter) oder Hausbrand bezeichnet. Es gibt in Österreich ungefähr 20.000 private Brennereien.
Bekannt ist auch der Inländer-Rum, sei es für Mixgetränke im Jagatee oder als Zutat beim Backen. Weniger bekannt dagegen ist der Krautinger (Rübenschnaps), der aus der Region Wildschönau in Tirol stammt.

### Nicht-alkoholische Getränke
Ein in Österreich hergestelltes Getränk ist der Almdudler. Ebenso stammen Red Bull und Traubisoda aus Österreich. Vöslauer bietet zudem, neben Römerquelle als große Hersteller eine breite Palette an Erfrischungsgetränken in vielerlei Geschmacksrichtungen an und sind besonders beliebt. Weiters ist das Soda Zitron eines der verbreitetsten Getränke und wird auch abgefüllt in Supermärkten verkauft. Bei Kindern ist das Himbeerkracherl sowie die Frucade Kult.

## Kochbücher
Die Kochbuchliteratur zur österreichischen Küche ist umfänglich und reicht bis in die Habsburgermonarchie zurück. Als berühmtestes Standardwerk zur österreichischen Küche gilt heute „Das Große Sacher Kochbuch“ von Franz Maier-Bruck. In jüngerer Zeit wurden auch von Inhabern österreichischer Gastronomiebetriebe Kochbücher zur österreichischen Küche herausgebracht.

### Klassiker zur österreichischen Küche in der Habsburgermonarchie (Auswahl)
- Ein gantz neues und nutzbahres Koch-Buch. In welchem Zufinden, wie man verschiedene herrliche und wohl-schmäckende Speisen von gesottenen, gebrattenen und gebachenen, als allerhand Pastetten, Dorten, Krapffen, [et]c. Sehr künstlich und wohl zurichten. In: Eleonora Maria Rosalia von Liechtenstein: Freywillig-auffgesprungener Granat-Apffel, Deß Christlichen Samaritans, Wien 1695. (pdf der Ausgabe 1701 in der Wienbibliothek im Rathaus)
- Wienerisches bewährtes Koch-Buch in sechs Absätze vertheilet, Bamberg und Würzburg 1768.
- Marianna Catharina Lindau: Die Steyermärkische Köchin, oder neues bürgerliches Kochbuch für alle Stände, Graz 1797.
- Maria Elisabetha Meixner: Das neue große geprüfte und bewährte Linzer Kochbuch in zehn Abschnitten, Linz 1804.
- Anna Hofbauer: Allgemeines österreichisches oder neuestes Wiener Kochbuch, Wien 1825.
- Der Marianka, Mundköchin des Hans-Jörgel von Gumpoldskirchen, durch vieljährige persönliche Ausübung und praktische Erfahrungen erprobtes Kochbuch, oder die Kunst, sowohl vornehme Tafeln delikat, zierlich und elegant zu bereiten, als auch die Österreichische und Böhmische Hausmannskost wie sie seyn soll, für mittlere Haushaltungen in theuren Zeiten billig und schmackhaft herzustellen. Verlag von Jakob Dirnböck, Wien 1846. (Online-Zugriff)
- Rosalia Neumann: Die Kunst eine gute Köchin zu werden, 3. Auflage, Wien 1853.
- Amalie von Grünzweig: Wiener Koch- und Wirthschaftsbuch für den bürgerlichen Haushalt mit Berücksichtigung der deutschen, ungarischen, südslavischen, polnischen, böhmischen und italienischen Küche. 4. verbesserte und vermehrte Auflage, Moritz Perles, Wien 1895.
- Rosa Carolina Neuwirth: Salzburger Kochbuch für den sparsamen bürgerlichen und feineren Haushalt, Salzburg 1898.
- Marie von Rokitansky: Die Österreichische Küche. Eine Sammlung selbsterprobter Kochrezepte für den einfachsten und den feinsten Haushalt nebst Anleitungen zur Erlernung der Kochkunst, Innsbruck: Edlinger [u. a.] 1897. (pdf der 6. Auflage von 1910 in der Wienbibliothek im Rathaus)

### Jüngere Kochbuchliteratur zur österreichischen Küche (Auswahl)
- Franz Maier-Bruck: Das Große Sacher Kochbuch. Die österreichische Küche, Seehamer Verlag, Weyarn 1994, ISBN 3-929626-27-6.
- Franz Maier-Bruck: Klassische Österreichische Küche, Seehamer Verlag, Weyarn 2003, ISBN 3-932131-98-3.
- Franz Maier-Bruck: Vom Essen auf dem Lande. Klassische Bauernküche und Hausmannskost, Buchverlage Kremayr und Scheriau/Orac, Wien 2006, ISBN 978-3-7015-0493-0.
- Albert Kofranek: Die gute Wiener Küche. Mit über 1500 Rezepten für die einfache und feine Küche, Schon-, Kranken- und Diätkost, und vielen praktischen Hinweisen für die Hausfrau, Kremayr & Scheriau, Wien 1959.
- Albert Kofranek: Das neue Donauland Kochbuch, Buchgemeinschaft Donauland, Wien 1975.
- Franz Ruhm: Kochbuch für alle. Rezepte der Wiener Küche, Ruhm-Verlag, Wien 1933.
- Hans Dichand (Hrsg.): Kronen-Zeitung-Kochbuch. Dichand & Falk, Wien 1994, DNB 961709308
- Eva Mayer-Bahl, Karl Schuhmacher (Verf.); Josef Zauner (Hrsg.): Das große Buch der österreichischen Mehlspeisen. Süße Traditionen von der Kaiserzeit bis heute. BLV, München 1997, ISBN 3-405-15175-9.
- Christoph Wagner, Adi Bittermann: Kronländer Kochbuch. 450 altösterreichische Rezepte. Pichler, Wien 2008, ISBN 978-3-85431-465-3.
- Renate Wagner-Wittula und Christoph Wagner: Die Küche der österreichischen Regionen, Haymon tb, Innsbruck 2012, ISBN 978-3-85218-926-0.

### Inhaber von Gastronomiebetrieben als Kochbuchautoren zur österreichischen Küche
- Landhaus Bacher, Mautern[18] – Lisl Wagner-Bacher: Feinste Landhausküche aus der Wachau. Die besten Rezepte, Eigenverlag Landhaus Bacher, Mautern 2001, ISBN 3-9501500-0-5.
- Genusswirtshaus bittermann, Göttlesbrunn – Adi Bittermann, Ingrid Pernkopf und Renate Wagner-Wittula: Die österreichische Küche, Styria Pichler Verlag, Wien/Graz/Klagenfurt  2015, ISBN 978-3-85431-710-4.
- Landhotel Gasthof Grünberg am See, Gmunden[19] – Ingrid Pernkopf und Renate Wagner-Wittula: Die traditionelle österreichische Küche. Pichler, Wien 2012, ISBN 3-85431-610-0.
- Gasthof Klinger, Gaspoltshofen[20] – Willi Klinger: Hedi Klingers Familienküche. Klassiker aus Österreich. Christian Brandstätter Verlag, Wien 2015, ISBN 978-3-85033-888-2.
- Restaurant Obauer, Werfen – Karl Obauer, Rudolf Obauer: Das neue österreichische Kochbuch. 230 Klassiker und neue Kreationen. Zabert Sandmann, München 1999, ISBN 3-932023-38-2.
- Plachutta Wien[21] – Ewald Plachutta und Mario Plachutta: Klassiker der Wiener Küche, Christian Brandstätter Verlag, Wien 2016, ISBN 978-3-7106-0072-2.

## Gastronomie

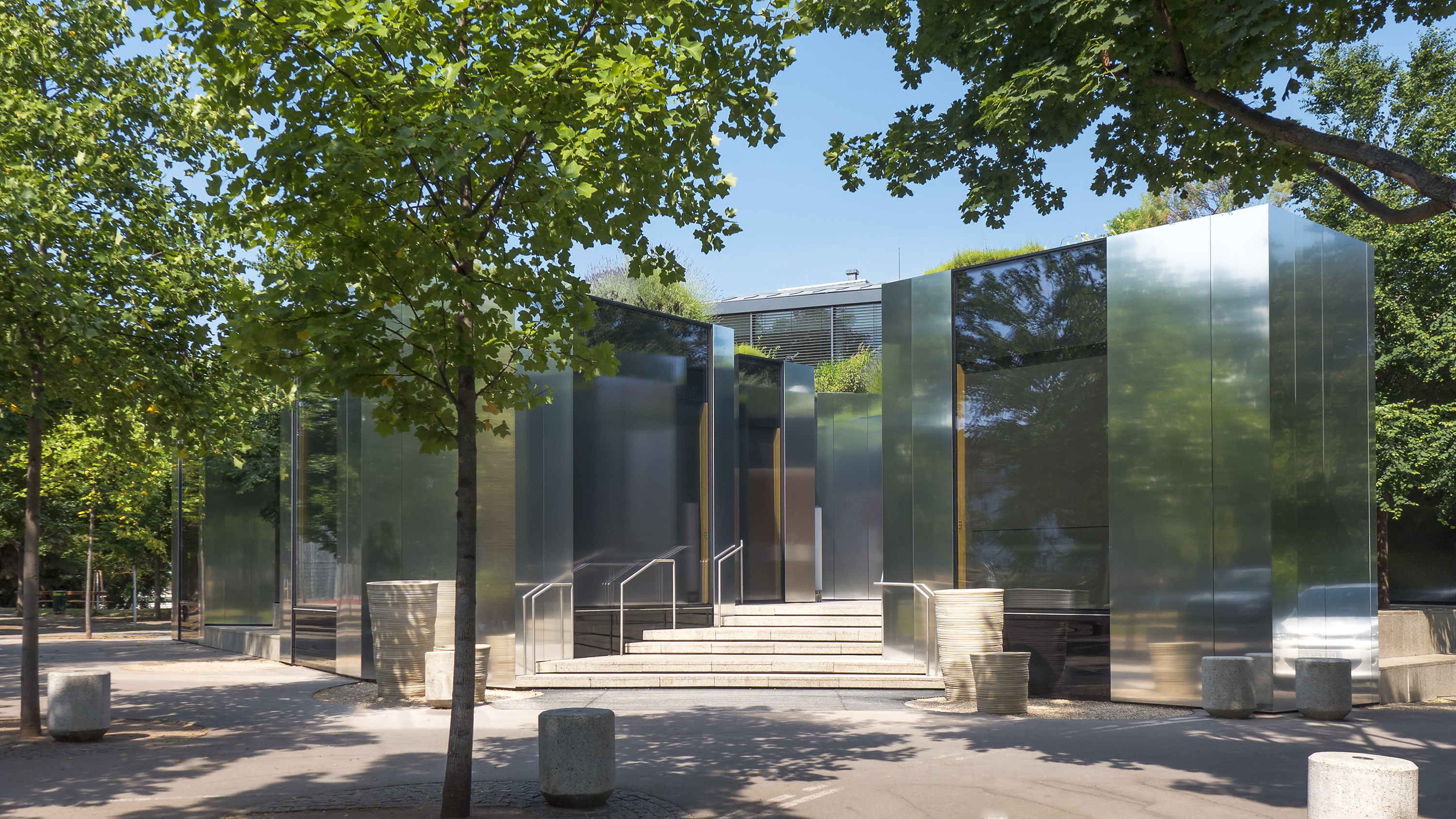
Steirereck im Wiener Stadtpark

In der Gastronomie ist die österreichische Küche vielfach in traditioneller Weise vertreten, etwa im Landhotel Gasthof Grünberg am See in Gmunden am Traunsee oder bei Plachutta in Wien, wo die klassische Rindfleischküche im Fokus steht. In Bereichen der Spitzengastronomie, etwa im Restaurant Steirereck in Wien oder im Landhaus Bacher in Mautern an der Donau, wird die österreichische Küche modern interpretiert, zum Teil stehen dort auch Klassiker der österreichischen Küche in traditioneller Umsetzung auf dem Programm.